# مجهر ضوئي

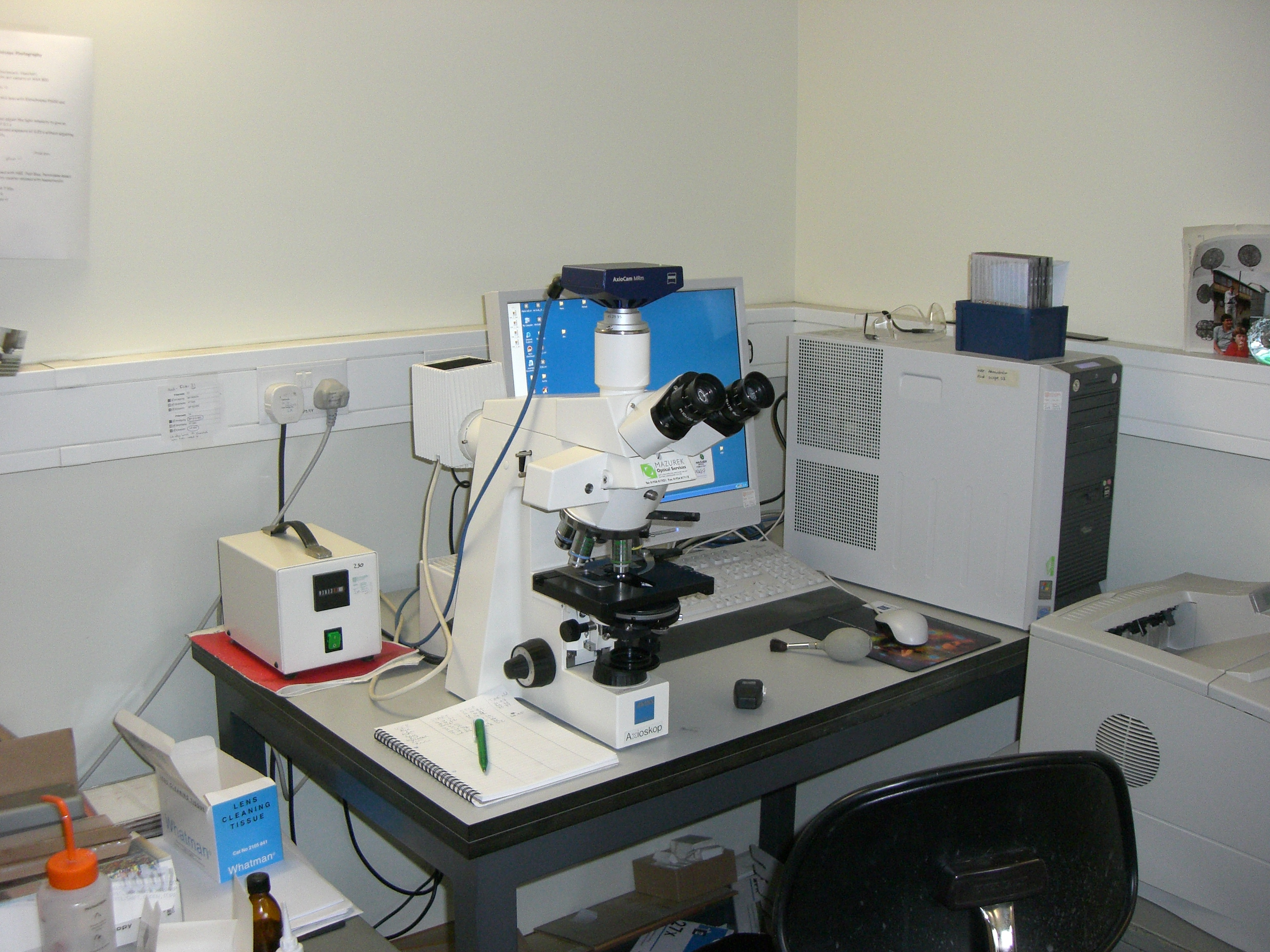
مجهر بصري حديث مع لمبة زئبقية للفحص المجهري الفلوري. يحتوي المجهر على كاميرا رقمية متصلة بجهاز كمبيوتر.

المجهر الضوئي (بالإنجليزية: Optical microscope) وهو نوع من المجهر يستخدم عادة الضوء المرئي ونظام العدسات لتوليد صور مكبرة للأجسام الصغيرة. المجاهر الضوئية هي أقدم تصميم للمجهر وربما تم اختراعها في شكلها المركب الحالي في القرن السابع عشر. يمكن أن تكون المجاهر الضوئية الأساسية بسيطة للغاية، على الرغم من أن العديد من التصميمات المعقدة تهدف إلى تحسين الدقة وتباين العينة.
المجهر الضوئي (المركب)، هو نوع من المجاهر الذي يستخدم الضوء المرئي ونظام العدسات لتكبير الصور من عينات صغيرة. المجاهر البصرية هي أقدم وأبسط المجاهر. المجاهر الرقمية متوفرة الآن والتي تستخدم كاميرا مقترنة بجهاز شحن (بالإنجليزية: Charge-coupled device camera) لفحص العينة، ويتم عرض الصور مباشرة على شاشة الحاسوب دون الحاجة إلى البصريات مثل عدسة العين. وهناك أساليب مجهرية أخرى لا تستخدم الضوء المرئي وتشمل مسح بالمجهر الإلكتروني الماسح والانتقال المجهري الإلكتروني.
يتم وضع الجسم على خشبة المسرح ويمكن رؤيته مباشرة من خلال واحدة أو اثنتين من العدسات على المجهر. في المجاهر عالية الطاقة، تُظهر كلتا العدستين نفس الصورة عادةً، ولكن باستخدام مجهر ستريو، تُستخدم صور مختلفة قليلاً لإنشاء تأثير ثلاثي الأبعاد. تُستخدم الكاميرا عادةً لالتقاط الصورة (صورة مجهرية).
يمكن إضاءة العينة بعدة طرق. يمكن أن تضاء الأجسام الشفافة من الأسفل ويمكن أن تضيء الأجسام الصلبة بالضوء القادم من خلال (المجال الساطع) أو حول (الحقل المظلم) العدسة الشيئية. يمكن استخدام الضوء المستقطب لتحديد اتجاه الكريستال للأجسام المعدنية. يمكن استخدام التصوير بتباين الطور لزيادة تباين الصورة عن طريق إبراز التفاصيل الصغيرة لاختلاف معامل الانكسار.
عادةً ما يتم توفير مجموعة من العدسات الموضوعية ذات التكبير المختلف مثبتة على برج، مما يسمح لها بالدوران في مكانها وتوفير القدرة على التكبير. عادةً ما تكون قوة التكبير القصوى للمجاهر الضوئية محدودة بحوالي 1000x بسبب قوة التحليل المحدودة للضوء المرئي. إن تكبير المجهر الضوئي المركب هو نتاج تكبير العدسة (على سبيل المثال 10x) والعدسة الشيئية (على سبيل المثال 100x)، لإعطاء تكبير إجمالي قدره 1000 ×. يمكن للبيئات المعدلة مثل استخدام الزيت أو الأشعة فوق البنفسجية أن تزيد من نسبة التكبير.
تشمل بدائل الفحص المجهري البصري التي لا تستخدم الضوء المرئي المسح المجهري الإلكتروني والمجهر الإلكتروني النافذ والمسح المجهري للمسبار، ونتيجة لذلك، يمكن تحقيق تكبير أكبر بكثير.

## نبذة عن الاختراع والتطور
قديماً كان أقرب دليل على قدرة العدسة المكبرة على تشكيل صورة مكبرة وواضحة يعود إلى كتاب البصريات لابن الهيثم. بعد ترجمته إلى اللاتينية، ووصف روجر بيكون خصائص العدسة المكبرة في القرن الثالث عشرفي إنجلترا، تليها صنع النظارات الطبية في القرن الثالث عشر في إيطاليا.
من الصعب القول من الذي اخترع المجهر المجمع. غالبا ما يقال أن صانع النظارات الهولندي هانس يانسن وابنه زكريا يانسن اخترعا أول مجهر مجمع في 1590. ممن يعتقد أيضا أنه مخترع المجهر هو غاليليو غاليلي. انه طور «أوكيولينو» أو مجهر مجمع مع عدسة محدبة ومقعرة في عام 1609. تم الاحتفاء بمجهر غاليليو في أكاديمية الفنون دي ينسي في عام 1624 وكان أول جهاز من هذا القبيل يطلق عليه اسم «المجهر».
كريستيان هويجنز، هولندي آخر، طور نظام عيني بسيط ثنائي العدسة في أواخر القرن السابع عشر التي تم تصحيحها لا لونيا، وبالتالي تعتبر خطوة كبيرة إلى الأمام في تطوير المجهر. وبصري هويغنز لا يزال ينتج إلى يومنا هذا، لكنها تعاني من صغر حجم الحقل، وغيرها من المشاكل البسيطة.
أنتوني فان ليفينهوك (1632-1723) يعزى إليه الفضل في جذب اهتمام علماء الأحياء للمجهر، حتى ولو كانت العدسات المكبرة البسيطة يجري إنتاجها بالفعل في 1500. مجاهر فان يوينهويك منزلية الصنع كانت صغيرة جدا وبسيطة، مع عدسة واحدة ولكن قوية.

### مكونات المجهر

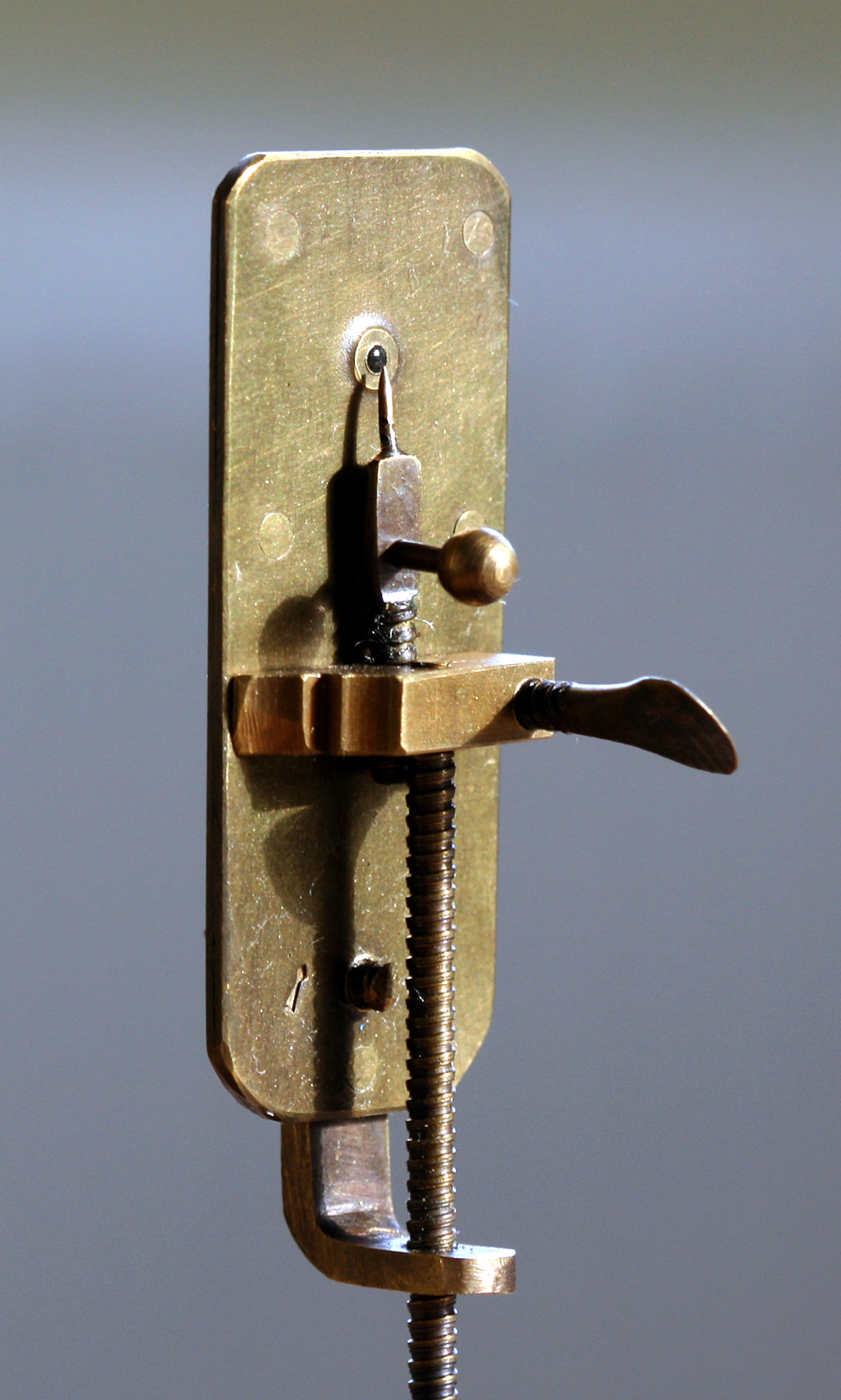
مجهر لوفنهوك

كل المجاهر تحتوى تقريبا على نفس المكونات الأساسية:
أسطوانة تحتوى عدستين أو أكثر لإظهار الصورة للعين. يتم إدخالها في قمة أنبوبة المجهر. يمكن تبديلها ووضع أكثر من واحدة للحصول على درجات تقريب أعلى.
أسطوانة تحتوى عدسة أو أكثر، عادة ما تصنع من الزجاج لجمع الضوء من العينة. يحتوى المجهر على أكثر من واحدة مثبتة في الجزء السفلي من الأنبوبة ويتم تدويرها للحصول على العدسة المطلوبة.
رصيف تحت العدسة لحمل العينة. في منتصفه توجد فتحة لتمرير الضوء ليضيء العينة الجاري فحصها. عادة ما تكون له أذرع لتثبيت شرائح زجاجية رقيقة يتم وضع العينة عليها.

في أبسط صوره، يتم توجيه ضوء الشمس باستخدام مرآه، ولكن معظم المجاهر تحتوى على مصدر إضاءة خاص يتم توجيهه باستخدام آداه ضوئية تسمى المكثف مع أدوات للتحكم في شدة الضوء.

عدسة يدوية بسيطة

### تطور المجهر
- تعتبر العدسة اليدوية أبسط صور المجاهر
- مجهر هوك، سنة 1655، أول مجهر مركب استُخدم على نظرية العالِم (kepler)، وأدى ذلك إلى اكتشاف الخلية
- مجهر العالم الهولندي لوفنهوك، سنة 1674، وبواسطته تم اكتشاف عالَم الحيوانات الأولية والكائنات الدقيقة مثل البكتيريا
- العالِم أبي (Appe) عمل تحسينات هامة في صناعة المجاهر الضوئية
- أضاف العالِم زيوس zeiss، سنة 1886، تحسينات إلى المجاهر الضوئية المركبة
- سنة 1930، اخترع العالم زيرنكي (Zernicke) المجهر المتباين الأطوار
- وفي سنة 1952، اخترع نومارسكي (Nomarski) مجهر أكثر تطوراً من المجهر الضوئي المتباين الأطوار
- سنة 1981، قام العالِمان الن وانوي (Allen&Inoue) بإدخال كاميرات الفيديو إلى تقنيات التصوير من المجاهر الضوئية
- وفي سنة 1988، شاع استخدام المجهر الضوئي الماسح [4]

## أنواع

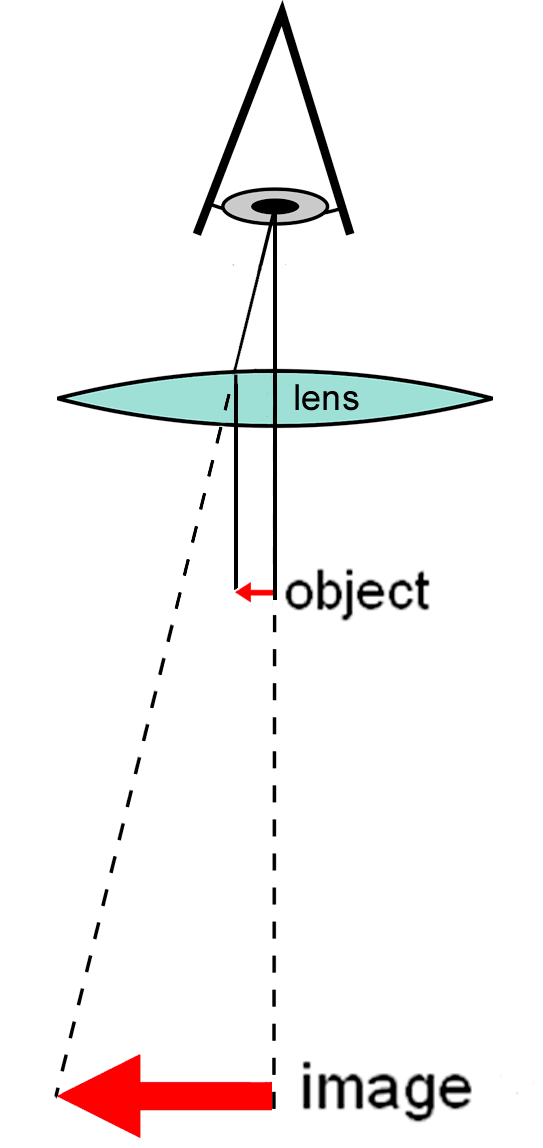
رسم تخطيطي لمجهر بسيط

هناك نوعان أساسيان من المجاهر الضوئية: المجاهر البسيطة والمجاهر المركبة. يستخدم المجهر البسيط القوة البصرية لعدسة واحدة أو مجموعة عدسات من أجل التكبير. يستخدم المجهر المركب نظامًا من العدسات (مجموعة واحدة تكبر الصورة التي تنتجها مجموعة أخرى) لتحقيق تكبير أعلى بكثير لجسم ما. الغالبية العظمى من مجاهر البحث الحديثة هي مجاهر مركبة بينما بعض المجاهر الرقمية التجارية الأرخص هي مجاهر عدسة واحدة بسيطة. يمكن تقسيم المجاهر المركبة أيضًا إلى مجموعة متنوعة من أنواع المجاهر الأخرى التي تختلف في تكويناتها البصرية وتكلفتها وأغراضها المقصودة.

### مجهر بسيط
المجهر هو جهاز لتكبير الأجسام الصغيرة التي لا يمكن رؤيتها بالعين المجردة. وتشمل استخداماته وتطبيقاته العديد من المجالات. في هذا المقال سنتطرق للحديث عن أقدم تصميم للمجاهر وأكثرها بساطة، إنه المجهر الضوئي.
يعتمد المجهر الضوئي الذي صمم في أواخر القرن 15 على الضوء المرئي ونظام من العدسات لتكبير الصورة، تصل قدرته في تكبير الأشياء إلى أكثر من 1000 مرة. وقد ساهم اختراع هذا الجهاز في تعزيز فهمنا   لمجموعة من الظواهر.
يستخدم مجهر بسيط عدسة أو مجموعة من العدسات لتكبير كائن من خلال التكبير الزاوي وحده، مما يمنح المشاهد صورة افتراضية مكبرة منتصبة. تم العثور على استخدام عدسة واحدة محدبة أو مجموعة من العدسات في أجهزة تكبير بسيطة مثل العدسة المكبرة، العدسات المكبرة، العدسات العدسة للتلسكوبات والمجاهر.

### المجهر المركب

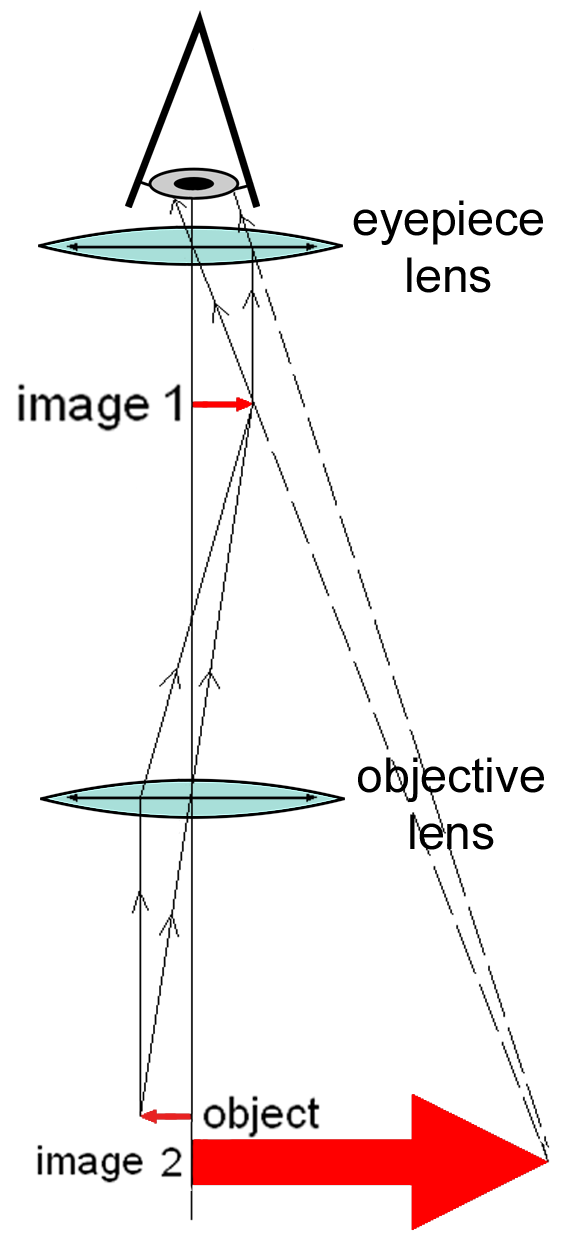
رسم تخطيطي لمجهر مركب

يستخدم المجهر المركب عدسة قريبة من الكائن الذي يتم عرضه لجمع الضوء (تسمى العدسة الموضوعية) التي تركز على صورة حقيقية للكائن داخل المجهر (الصورة 1). يتم بعد ذلك تكبير هذه الصورة بواسطة عدسة ثانية أو مجموعة من العدسات (تسمى العدسة العينية) والتي تمنح المشاهد صورة افتراضية مكبرة مقلوبة للكائن (الصورة 2). يسمح استخدام تركيبة الهدف / العدسة المركبة بتكبير أعلى بكثير. غالبًا ما تحتوي المجاهر المركبة الشائعة على عدسات موضوعية قابلة للاستبدال، مما يسمح للمستخدم بضبط التكبير بسرعة. يتيح المجهر المركب أيضًا إعدادات إضاءة أكثر تقدمًا، مثل تباين الطور.

### المتغيرات المجهرية الأخرى
هناك العديد من المتغيرات لتصميم المجهر الضوئي المركب لأغراض متخصصة. بعض هذه الاختلافات في التصميم المادي تسمح بالتخصص لأغراض معينة:
- مجهر ستريو، مجهر منخفض الطاقة يوفر رؤية مجسمة للعينة، يشيع استخدامه للتشريح.
- مجهر المقارنة، الذي يحتوي على مسارين منفصلين للضوء يسمحان بإجراء مقارنة مباشرة بين عينتين عبر صورة واحدة في كل عين.
- مجهر مقلوب لدراسة العينات من الأسفل. مفيد لمزارع الخلايا في السائل، أو لعلم المعادن.
- مجهر فحص موصل الألياف البصرية، مصمم لفحص نهاية الموصل.
- مجهر متحرك لدراسة العينات ذات الدقة الضوئية العالية.

تم تصميم متغيرات المجهر الأخرى لتقنيات الإضاءة المختلفة:
- المجهر البتروغرافي، الذي يشتمل تصميمه عادةً على مرشح استقطاب ومرحلة دوارة وصفيحة جبسية لتسهيل دراسة المعادن أو المواد البلورية الأخرى التي يمكن أن تختلف خصائصها الضوئية باختلاف الاتجاه.
- مجهر مستقطب شبيه بالمجهر الصخري.
- مجهر تباين الطور، الذي يطبق طريقة إضاءة تباين الطور.
- مجهر فلوري، مصمم لتحليل العينات التي تشمل الفلور.
- مجهر متحد البؤر، وهو نوع مستخدَم على نطاق واسع من الإضاءة الفلورية التي تستخدم ليزر مسح لإضاءة عينة من أجل الفلورة.
- مجهر ثنائي الفوتون، يستخدم لتصوير الفلورة أعمق في نثر الوسائط وتقليل التبييض الضوئي، خاصة في العينات الحية.
- مجهر الطالب - غالبًا ما يكون مجهرًا منخفض الطاقة مزودًا بعناصر تحكم مبسطة وأحيانًا بصريات منخفضة الجودة مصممة للاستخدام المدرسي أو كأداة بداية للأطفال.[8]
- مجهر فوقي، وهو مجهر ضوئي مكيف يستخدم تشتت الضوء للسماح برؤية الجسيمات الدقيقة التي يكون قطرها أقل أو بالقرب من الطول الموجي للضوء المرئي (حوالي 500 نانومتر)؛ في الغالب عفا عليها الزمن منذ ظهور المجاهر الإلكترونية.
- مجهر رامان المحسّن بطرف، هو نوع من المجهر الضوئي يعتمد على مطيافية رامان المحسّنة بالطرف، دون حدود الدقة التقليدية القائمة على الطول الموجي.[9][10] تم تحقيق هذا المجهر بشكل أساسي على منصات مجهر المسح باستخدام جميع الأدوات البصرية.

### مجهر رقمي

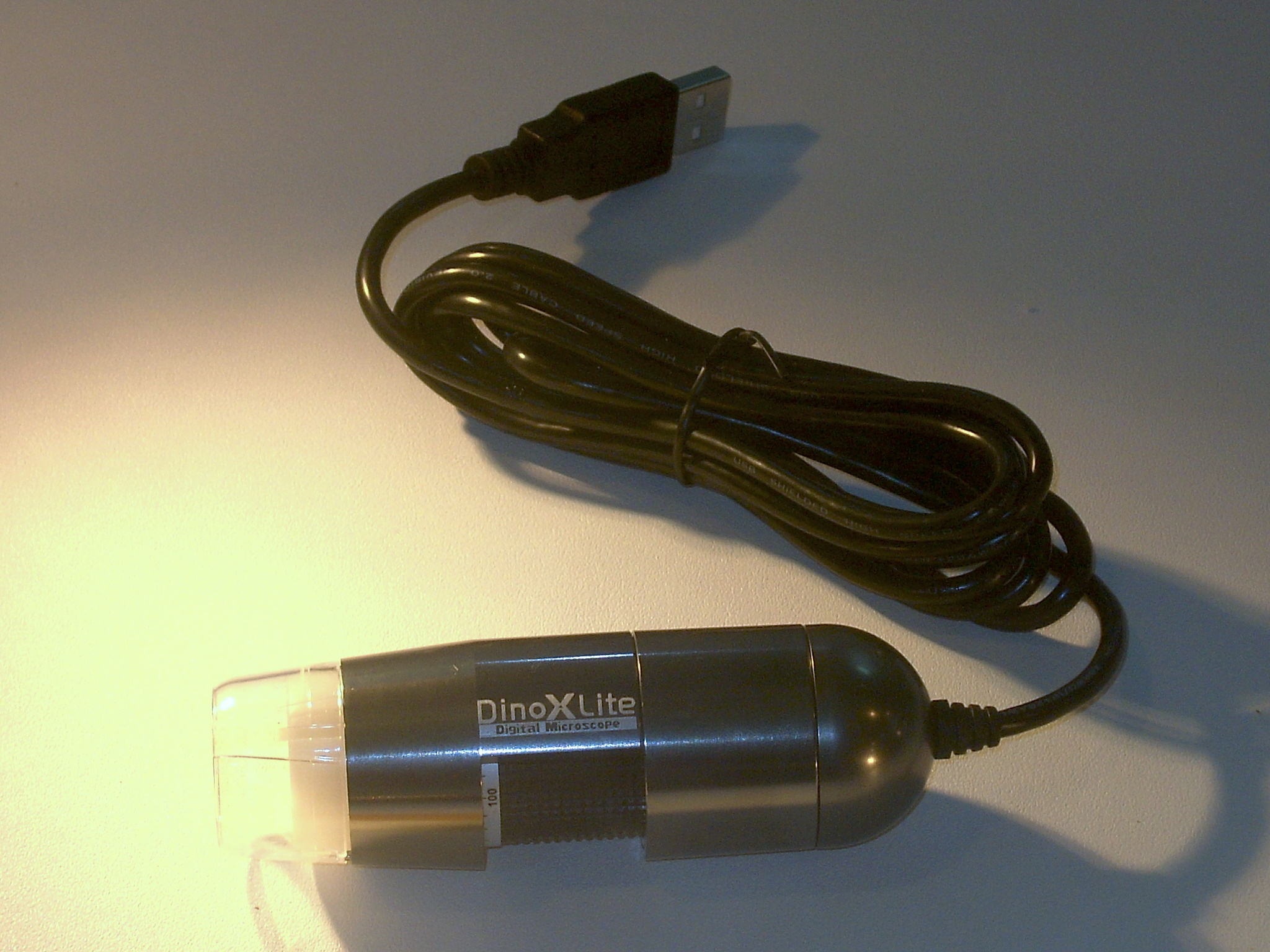
مجهر ناقل تسلسلي عالمي (يو إس بي) مصغر.

المجهر الرقمي هو مجهر مزود بكاميرا رقمية تسمح بمراقبة عينة عبر الكمبيوتر. يمكن أيضًا التحكم في المجاهر جزئيًا أو كليًا بواسطة الكمبيوتر بمستويات مختلفة من الأتمتة. يسمح الفحص المجهري الرقمي بتحليل أكبر للصورة المجهرية، على سبيل المثال، قياسات المسافات والمساحات وتقدير الصبغة الفلورية أو النسيجية.
المجاهر الرقمية منخفضة الطاقة، مجاهر الناقل التسلسلي العالمي (بالإنجليزية: Universal Serial Bus microscope)، متوفرة أيضًا تجاريًا. هذه هي في الأساس كاميرات ويب مع عدسة ماكرو عالية القدرة ولا تستخدم بشكل عام الإضاءة. يتم توصيل الكاميرا مباشرة بمنفذ يو إس بي للكمبيوتر بحيث تظهر الصور مباشرة على الشاشة. أنها توفر تكبير متواضع (حتى حوالي 200 ×) دون الحاجة إلى استخدام العدسات، وبتكلفة منخفضة للغاية. عادةً ما يتم توفير إضاءة عالية الطاقة بواسطة مصدر ثنائي باعث للضوء (بالإنجليزية: a light- emitting diode) أو مصادر مجاورة لعدسة الكاميرا.
يتوفر الفحص المجهري الرقمي بمستويات إضاءة منخفضة للغاية لتجنب تلف العينات البيولوجية الضعيفة باستخدام الكاميرات الرقمية الحساسة لعد الفوتون. لقد ثبت أن مصدر الضوء الذي يوفر أزواجًا من الفوتونات المتشابكة قد يقلل من مخاطر تلف العينات الأكثر حساسية للضوء. في هذا التطبيق لتصوير الأشباح للفوتون المجهري المتناثر، تضيء العينة بفوتونات الأشعة تحت الحمراء، كل منها مرتبط مكانيًا بشريك متشابك في النطاق المرئي للتصوير الفعال بواسطة كاميرا عد الفوتون.

## تاريخ

### اختراع
كانت أقدم المجاهر عبارة عن عدسات مكبرة أحادية العدسة ذات تكبير محدود يرجع تاريخها على الأقل إلى الاستخدام الواسع النطاق للعدسات في النظارات في القرن الثالث عشر.
ظهرت المجاهر المركبة لأول مرة في أوروبا حوالي عام 1620  بما في ذلك مجهر أظهره كورنيليس دريبل في لندن (حوالي 1621) والآخر معروض في روما عام 1624.
المخترع الفعلي للمجهر المركب غير معروف على الرغم من تقديم العديد من الادعاءات على مر السنين. وتشمل هذه ادعاءًا بعد 35  عامًا من ظهورها من قبل صانع النظارات الهولندي يوهانس زاكرياسن أن والده، زكريا يانسن، اخترع المجهر المركب و / أو التلسكوب في وقت مبكر من عام 1590. دفعت شهادة يوهانس (بعض الادعاءات المشكوك فيها)  تاريخ الاختراع حتى الآن إلى أن زكريا كان طفلًا في ذلك الوقت، مما أدى إلى التكهنات بأن ادعاء يوهانس أنه صحيح، كان لابد أن يكون المجهر قد اخترعه جد يوهانس، هانز مارتينز. هناك ادعاء آخر هو أن منافس جانسن، هانس ليبرشي (الذي تقدم بطلب للحصول على براءة اختراع التلسكوب الأولى في 1608) اخترع أيضًا المجهر المركب. يشير مؤرخون آخرون إلى المبتكر الهولندي كورنيليس دريبل بمجهره المركب عام 1621.
يُشار أحيانًا إلى جاليليو جاليلي كمخترع ميكروسكوب مركب. بعد عام 1610، وجد أنه يمكنه التركيز على تلسكوبه عن قرب لرؤية الأشياء الصغيرة، مثل الذباب، عن قرب  و / أو يمكنه النظر من خلال النهاية الخطأ في الاتجاه المعاكس لتكبير الأجسام الصغيرة. كان العيب الوحيد هو أن تلسكوبه الذي يبلغ طوله 2 قدم يجب أن يمتد إلى 6 أقدام لرؤية الأشياء التي تقترب. بعد رؤية المجهر المركب الذي بناه دريبل والمعرض في روما عام 1624، صمم جاليليو نسخته المحسنة. في عام 1625، صاغ جيوفاني فابر اسم المجهر للميكروسكوب المركب غاليليو المقدم إلى أكاديمية دي لينسي في عام 1624  (أطلق عليه جاليليو اسم «أوكيولينو» أو «العين الصغيرة»). صاغ فابر الاسم من الكلمات اليونانية μικρόν (ميكرون) التي تعني «صغير»، و σκοπεῖν (سكوبين) تعني «أن تنظر إلى»، وهو اسم يقصد أن يكون مشابهًا لكلمة «تلسكوب»، وهي كلمة أخرى صاغها اللانكيون.
كريستيان هيغنز، وهو هولندي آخر، طور نظامًا بسيطًا للعين ثنائي العدسة في أواخر القرن السابع عشر تم تصحيحه لونيًا، وبالتالي خطوة كبيرة إلى الأمام في تطوير المجهر. لا يزال يتم إنتاج هيغنز البصري حتى يومنا هذا، ولكنه يعاني من حجم حقل صغير، وعيوب طفيفة أخرى.

### تعميم

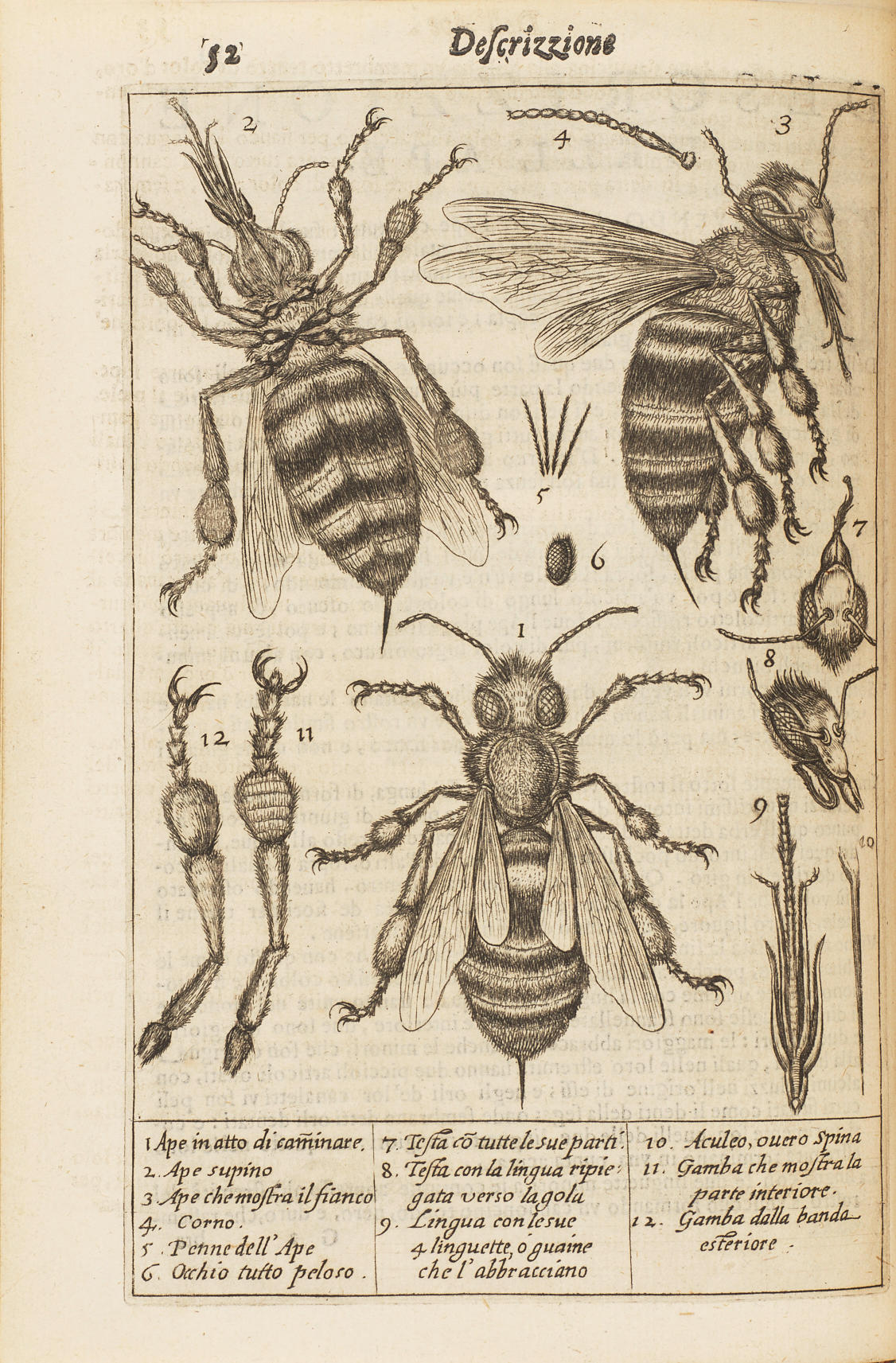
أقدم صورة منشورة معروفة بأنها صُنعت بالمجهر: النحل بقلم فرانشيسكو ستيلوتي، 1630

يعود الفضل إلى أنتوني فان ليوينهوك (1632-1724) في لفت انتباه علماء الأحياء إلى المجهر، على الرغم من أن العدسات المكبرة البسيطة كانت تُنتج بالفعل في القرن السادس عشر. كانت مجاهر فان ليوينهوك محلية الصنع عبارة عن مجاهر بسيطة، مع عدسة واحدة صغيرة جدًا ولكنها قوية. كانت محرجة في الاستخدام، لكنها مكنت فان ليفينهوك من رؤية صور مفصلة. استغرق الأمر حوالي 150 عامًا من التطوير البصري قبل أن يتمكن المجهر المركب من تقديم نفس جودة الصورة مثل مجاهر فان ليوينهوك البسيطة، بسبب صعوبات في تكوين عدسات متعددة. في خمسينيات القرن التاسع عشر، اخترع جون ليونارد ريدل، أستاذ الكيمياء في جامعة تولين، أول مجهر عملي ثنائي العينين أثناء إجراء واحدة من أولى الاستقصاءات المجهرية الأمريكية وأكثرها شمولاً حول الكوليرا.

### تقنيات الإضاءة
في حين أن تقنية المجهر الأساسية والبصريات متاحة منذ أكثر من 400 عام، فقد تم تطوير تقنيات إضاءة العينة مؤخرًا لتوليد الصور عالية الجودة التي نراها اليوم.
في أغسطس 1893، طور أوجوست كوهلر ما يسمى بإضاءة كوهلر. تؤدي طريقة إضاءة العينة هذه إلى إضاءة متساوية للغاية وتتغلب على العديد من القيود المفروضة على التقنيات القديمة لإضاءة العينة. قبل تطوير إضاءة كولر، كانت صورة مصدر الضوء، على سبيل المثال خيوط المصباح، مرئية دائمًا في صورة العينة.
مُنحت جائزة نوبل في الفيزياء للفيزيائي الهولندي فريتس زرنيك في عام 1953 لتطويره لإضاءة تباين الطور التي تسمح بتصوير عينات شفافة. باستخدام التداخل بدلاً من امتصاص الضوء، يمكن تصوير عينات شديدة الشفافية، مثل خلايا الثدييات الحية، دون الحاجة إلى استخدام تقنيات التلوين. بعد عامين فقط، في عام 1955، نشر جورج نومارسكي نظرية الفحص المجهري للتداخل التفاضلي، وهي تقنية تصوير أخرى قائمة على التداخل.

### المجهر الضوئي
يعتمد الفحص المجهري البيولوجي الحديث بشكل كبير على تطوير مجسات الفلورسنت لهياكل محددة داخل الخلية. على عكس الفحص المجهري للضوء العادي، في الفحص المجهري الفلوري، تضيء العينة من خلال العدسة الشيئية بمجموعة ضيقة من الأطوال الموجية للضوء. يتفاعل هذا الضوء مع الفلوروفور في العينة الذي ينبعث منه ضوء ذو طول موجي أطول. هذا الضوء المنبعث هو الذي يشكل الصورة.
منذ منتصف القرن العشرين، تم استخدام بقع الفلورسنت الكيميائية، مثل دابي التي ترتبط بالحمض النووي، لتسمية هياكل معينة داخل الخلية. تشمل التطورات الحديثة التألق المناعي، الذي يستخدم الأجسام المضادة ذات العلامات الفلورية للتعرف على بروتينات معينة داخل العينة، والبروتينات الفلورية مثل بروتينات فلورية خضراء التي يمكن أن تعبر عنها الخلية الحية مما يجعلها مشعة.

### التكوين البصري
هناك نوعان من التشكيلات الأساسية للميكروسكوب الضوئي التقليدي في الاستخدام، بسيطة (عدسة واحدة) ومجمع (عدسات كثيرة). المجاهر الرقمية تستند إلى نظام مختلف تماما لجمع الضوء المنعكس من العينة.

## عناصر

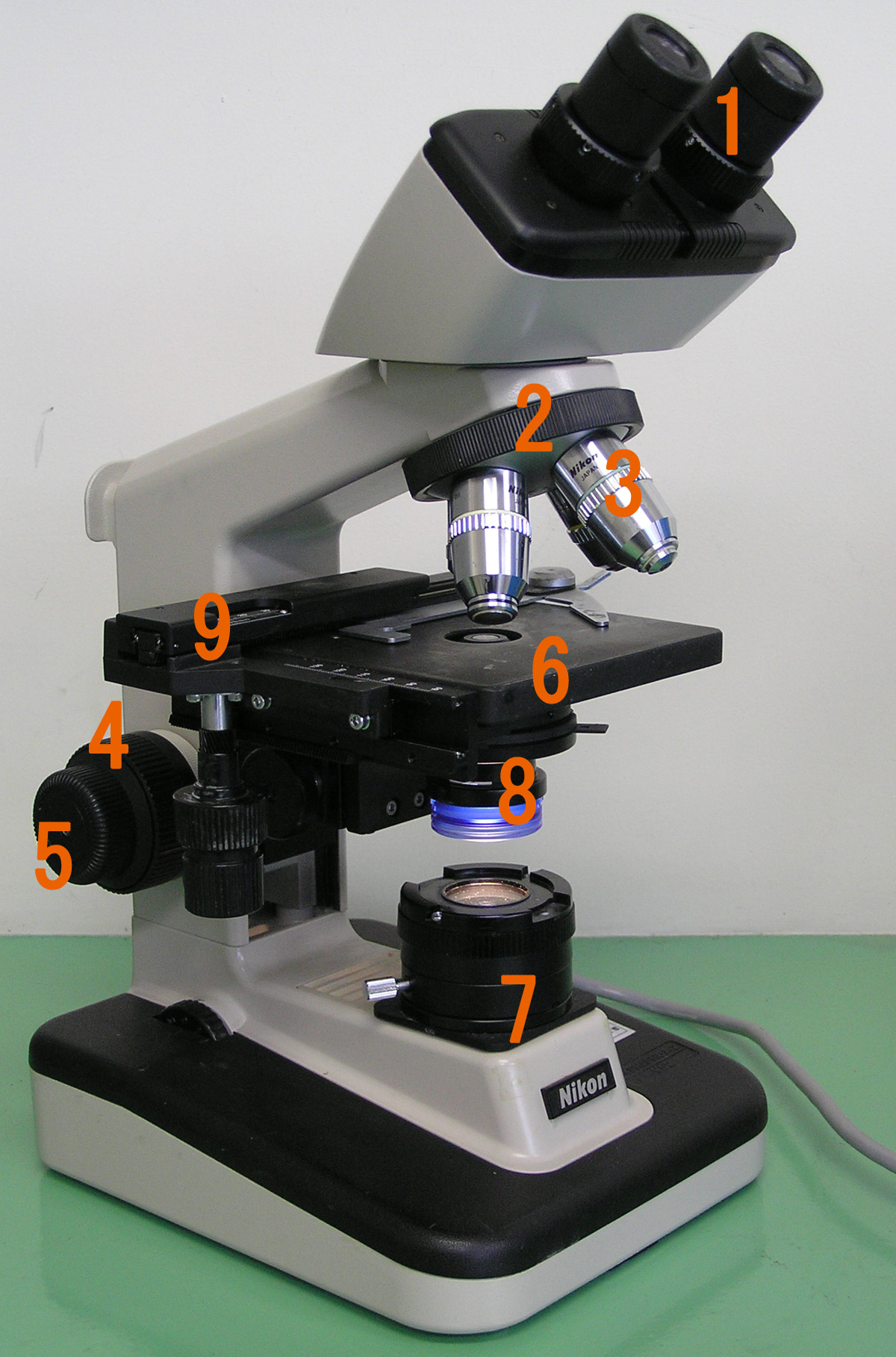
عناصر مجهر الإرسال الضوئي الأساسية (التسعينيات)

تشترك جميع المجاهر الضوئية الحديثة المصممة لعرض العينات عن طريق الضوء المرسل في نفس المكونات الأساسية لمسار الضوء. بالإضافة إلى ذلك، فإن الغالبية العظمى من المجاهر لها نفس المكونات «الهيكلية»  (مرقمة أدناه وفقًا للصورة الموجودة على اليمين):
- المنظار (عدسة العين) (1).
- برج موضوعي أو مسدس أو قطعة أنف دوارة (لتثبيت عدسات موضوعية متعددة) (2).
- عدسات موضوعية (3).
- مقابض التركيز (لتحريك المرحلة).
  - تعديل خشن (4).
  - ضبط دقيق (5).
- المرحلة (لعقد العينة) [6).
- مصدر الضوء (ضوء أو مرآة) (7).
- الحجاب الحاجز والمكثف (8).
- المرحلة الميكانيكية (9).

### عينية (عدسة عينية)
العدسة العينية عبارة عن أسطوانة تحتوي على عدستين أو أكثر؛ وتتمثل مهمتها في جعل الصورة موضع تركيز للعين. يتم إدخال العدسة في الطرف العلوي لأنبوب الجسم. العدسات قابلة للتبديل ويمكن إدخال العديد من العدسات المختلفة بدرجات تكبير مختلفة. تتضمن قيم التكبير النموذجية للعدسات 5 × و 10 × (الأكثر شيوعًا) و 15 × و 20 ×. في بعض المجاهر عالية الأداء، تتم مطابقة التكوين البصري للعدسة الشيئية والعينية لتقديم أفضل أداء بصري ممكن. يحدث هذا بشكل شائع مع الأهداف غير اللونية.

### برج موضوعي (مسدس أو قطعة أنف دوارة)
البرج الموضوعي أو المسدس أو قطعة الأنف الدوارة هي الجزء الذي يحمل مجموعة العدسات الموضوعية. يسمح للمستخدم بالتبديل بين العدسات الموضوعية.

### عدسة موضعيه أو شيئيه
في الطرف السفلي من المجهر الضوئي المركب النموذجي، هناك عدسة موضوعية واحدة أو أكثر تجمع الضوء من العينة. يكون الهدف عادةً في حاوية أسطوانية تحتوي على عدسة مركبة زجاجية مفردة أو متعددة العناصر. عادةً ما يكون هناك حوالي ثلاث عدسات موضوعية مثبتة في قطعة أنف دائرية يمكن تدويرها لتحديد العدسة الشيئية المطلوبة. تم تصميم هذه الترتيبات لتكون غير محورية، مما يعني أنه عندما تتغير إحدى العدسات من عدسة إلى أخرى على المجهر، تظل العينة في التركيز. تتميز أهداف المجهر بمعاملتين، هما التكبير والفتحة العددية. يتراوح الأول عادةً من 5 × إلى 100 × بينما يتراوح الأخير من 0.14 إلى 0.7، وهو ما يقابل أطوال بؤرية تبلغ حوالي 40 إلى 2 مم، على التوالي. عادةً ما تحتوي العدسات الموضوعية ذات التكبير العالي على فتحة رقمية أعلى وعمق مجال أقصر في الصورة الناتجة. قد تتطلب بعض العدسات الموضوعية عالية الأداء عدسات متطابقة لتقديم أفضل أداء بصري.

#### هدف الغمر بالزيت

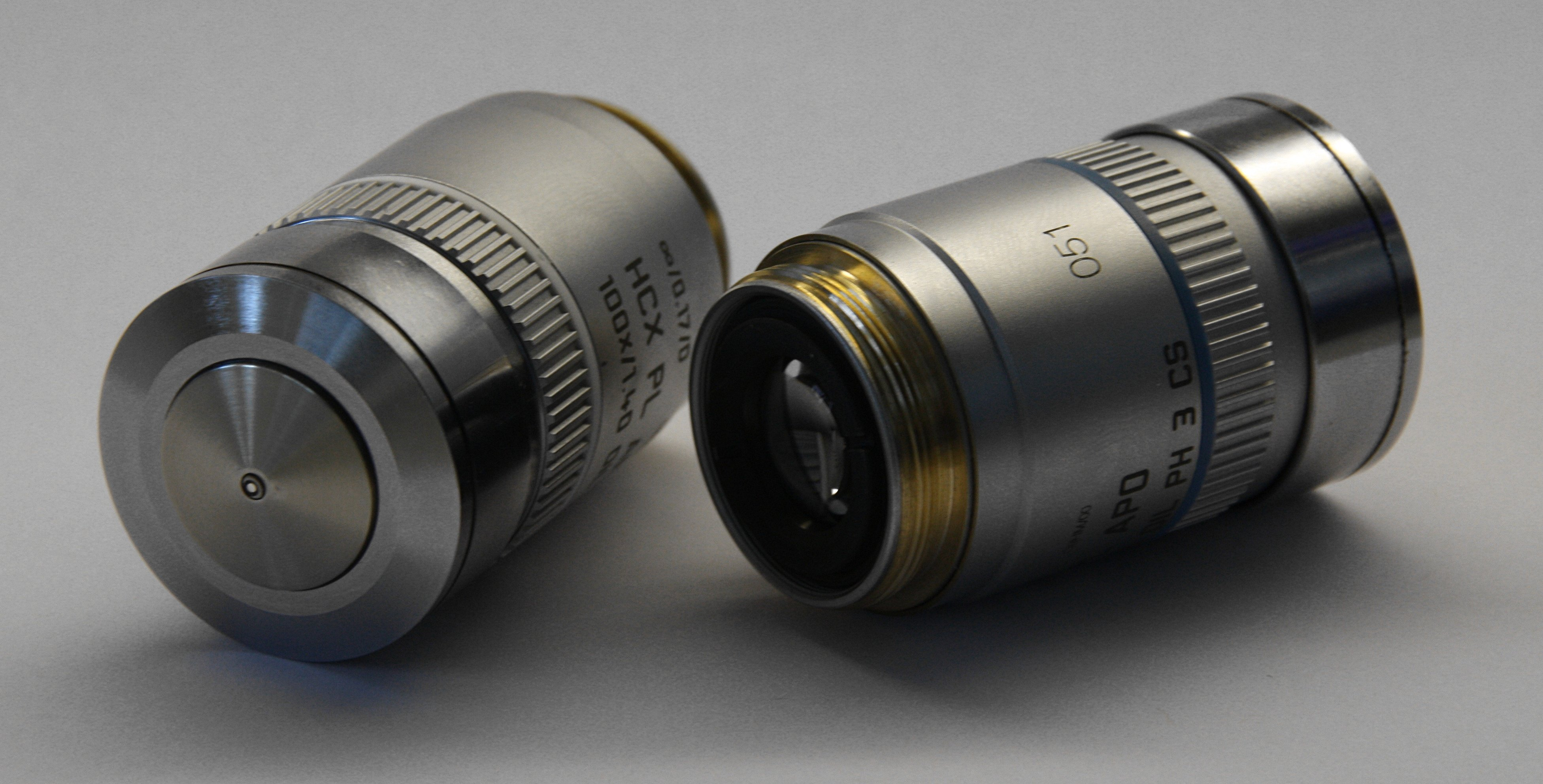
عدستان من مجهر غمر زيت لايكا: 100 × (يسار) و 40 × (يمين)

تستفيد بعض المجاهر من أهداف الغمر بالزيت أو أهداف الغمر في الماء للحصول على دقة أكبر عند التكبير العالي. تُستخدم مع مواد مطابقة الفهرس مثل زيت الغمر أو الماء وغطاء غطاء متطابق بين العدسة الشيئية والعينة. يكون معامل الانكسار للمادة المطابقة للمؤشر أعلى من الهواء مما يسمح للعدسة الموضوعية بأن يكون لها فتحة عددية أكبر (أكبر من 1) بحيث ينتقل الضوء من العينة إلى الوجه الخارجي للعدسة الشيئية بأقل قدر من الانكسار. يمكن تحقيق فتحات عددية تصل إلى 1.6. تسمح الفتحة العددية الأكبر بجمع المزيد من الضوء مما يجعل الملاحظة التفصيلية للتفاصيل الصغيرة ممكنة. عادة ما يكون لعدسة الغمر بالزيت تكبير من 40 إلى 100 ×.

### مقابض التركيز
تعمل مقابض الضبط على تحريك المرحلة لأعلى ولأسفل مع ضبط منفصل للتركيز البؤري الخشن والدقيق. تمكّن نفس عناصر التحكم المجهر من التكيف مع العينات ذات السماكة المختلفة. في التصميمات القديمة للمجاهر، تقوم عجلات ضبط التركيز بتحريك أنبوب المجهر لأعلى أو لأسفل بالنسبة للحامل ولها مرحلة ثابتة.

### إطار
عادةً ما يتم توصيل المجموعة البصرية بأكملها بذراع صلب، والذي يتم ربطه بدوره بقدم قوية على شكل حرف "U" لتوفير الصلابة اللازمة. قد تكون زاوية الذراع قابلة للتعديل للسماح بضبط زاوية الرؤية.
يوفر الإطار نقطة تثبيت للعديد من أدوات التحكم في المجهر. عادةً ما يتضمن ذلك عناصر تحكم للتركيز، وعادةً ما تكون عجلة كبيرة مخرشة لضبط التركيز الخشن، جنبًا إلى جنب مع عجلة مخرشة أصغر للتحكم في التركيز الدقيق. قد تكون الميزات الأخرى هي أدوات التحكم في المصباح و / أو أدوات التحكم لضبط المكثف.

### منصة
المرحلة عبارة عن منصة أسفل العدسة الموضوعية تدعم العينة التي يتم عرضها. يوجد في وسط المسرح ثقب يمر من خلاله الضوء لإلقاء الضوء على العينة. تحتوي المرحلة عادةً على أذرع لتثبيت الشرائح (ألواح زجاجية مستطيلة ذات أبعاد نموذجية 25 × 75 مم، حيث يتم تركيب العينة).
عند التكبيرات التي تزيد عن 100 ×، لا يكون تحريك الشريحة باليد أمرًا عمليًا. تسمح المرحلة الميكانيكية، النموذجية للمجاهر المتوسطة والعالية السعر، بحركات صغيرة للشريحة عبر مقابض التحكم التي تعيد وضع العينة / الشريحة حسب الرغبة. إذا لم يكن للمجهر في الأصل مرحلة ميكانيكية، فقد يكون من الممكن إضافة واحدة.
تتحرك جميع المراحل لأعلى ولأسفل للتركيز. مع شرائح المرحلة الميكانيكية، تتحرك على محورين أفقيين لتحديد موضع العينة لفحص تفاصيل العينة.
يبدأ التركيز عند التكبير المنخفض من أجل تركيز العينة من قبل المستخدم على المسرح. يتطلب الانتقال إلى تكبير أعلى تحريك المرحلة أعلى عموديًا لإعادة التركيز عند التكبير الأعلى وقد يتطلب أيضًا تعديل موضع العينة الأفقي الطفيف. تعد تعديلات موضع العينة الأفقية سببًا لوجود مرحلة ميكانيكية.
نظرًا لصعوبة تحضير العينات وتثبيتها على الشرائح، من الأفضل للأطفال البدء بشرائح مُعدّة تتمركز في المنتصف وتركز بسهولة بغض النظر عن مستوى التركيز المستخدم.

### مصدر ضوء
يمكن استخدام العديد من مصادر الضوء. في أبسط صوره، يتم توجيه ضوء النهار عبر مرآة. ومع ذلك، تمتلك معظم المجاهر مصدر ضوء خاص بها قابل للتعديل ويمكن التحكم فيه - غالبًا مصباح هالوجين، على الرغم من أن الإضاءة باستخدام مصابيح إل إي دي (ثنائية باعثة للضوء) والليزر أصبحت أكثر شيوعًا. غالبًا ما يتم توفير إضاءة كولر على أدوات أكثر تكلفة.

### مكثف
المكثف عبارة عن عدسة مصممة لتركيز الضوء من مصدر الإضاءة على العينة. قد يشتمل المكثف أيضًا على ميزات أخرى، مثل الحجاب الحاجز و / أو المرشحات لإدارة جودة الإضاءة وشدتها. بالنسبة لتقنيات الإضاءة مثل المجال المظلم وتباين الطور والمجهر التفاضلي للتداخل التفاضلي، يجب محاذاة المكونات البصرية الإضافية بدقة في مسار الضوء.

## تكبير
القوة الفعلية أو التكبير الفعلي لمجهر بصري مركب هو نتاج قوى العين (العدسة) والعدسة الشيئية. الحد الأقصى للتكبير العادي للعين والهدف هو 10 × و 100 × على التوالي، مما يعطي تكبيرًا نهائيًا قدره 1000 ×.

### التكبير والصور المجهرية
عند استخدام الكاميرا لالتقاط صورة مجهرية، يجب أن يأخذ التكبير الفعال للصورة في الاعتبار حجم الصورة. هذا مستقل عما إذا كان على طباعة من فيلم سلبي أو معروض رقميًا على شاشة الكمبيوتر.
في حالة كاميرات التصوير الفوتوغرافي، يكون الحساب بسيطًا؛ التكبير النهائي هو نتاج: تكبير العدسة الشيئية، تكبير بصريات الكاميرا وعامل تكبير طباعة الفيلم بالنسبة إلى السلبية. تبلغ القيمة النموذجية لعامل التوسيع حوالي 5 × (في حالة فيلم 35 مم و 15 × 10 سم (6 × 4 بوصة) طباعة).
في حالة الكاميرات الرقمية، يجب معرفة حجم البكسل في كاشف سيموس أو جهاز اقتران الشحنة وحجم البكسل على الشاشة. يمكن بعد ذلك حساب عامل التوسيع من الكاشف إلى البكسل على الشاشة. كما هو الحال مع كاميرا الفيلم، فإن التكبير النهائي هو نتاج: تكبير العدسة الشيئية، وتكبير بصريات الكاميرا وعامل التكبير.

## عملية

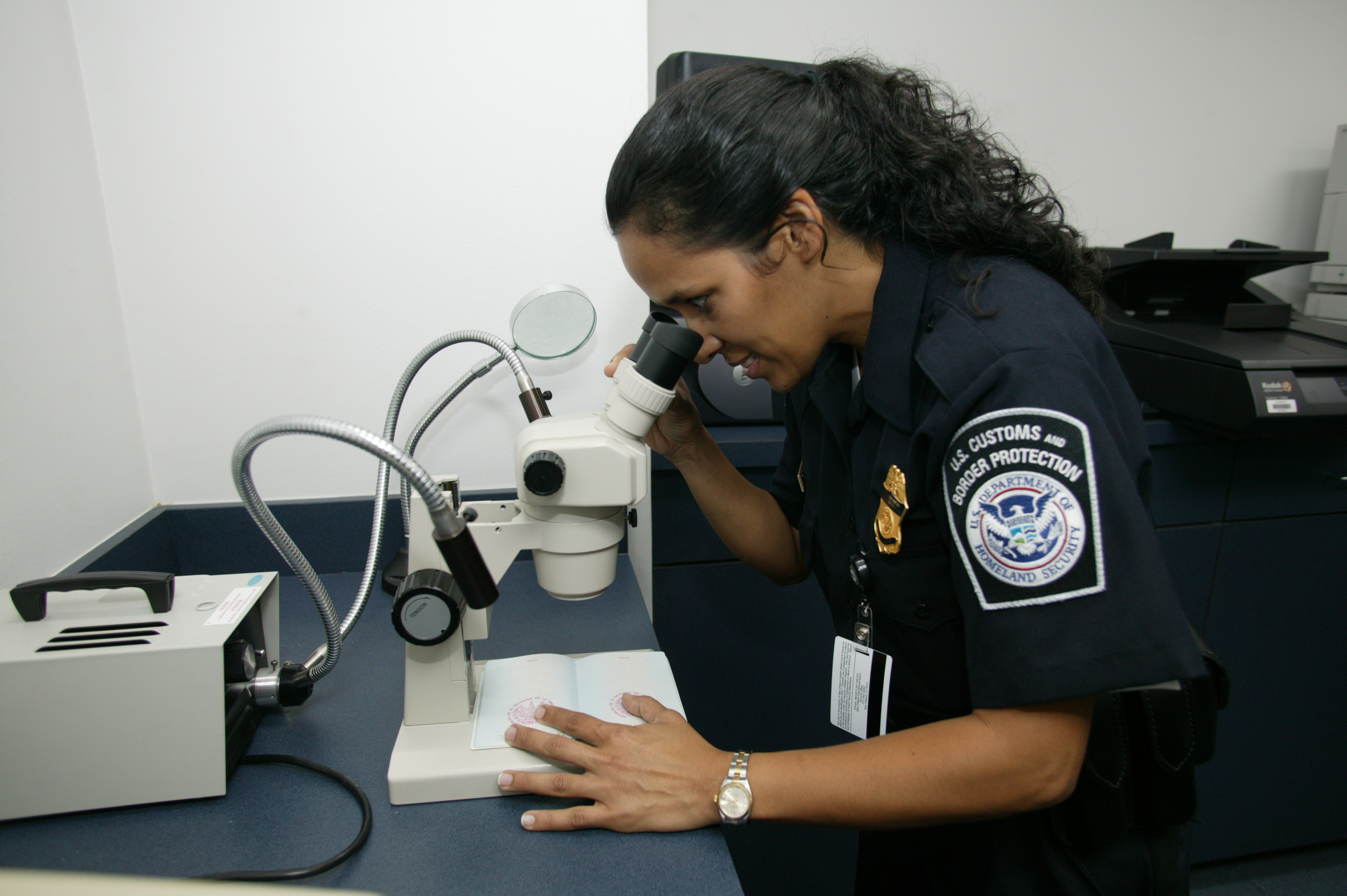
وكيل مكتب الجمارك وحماية الحدود الأمريكي للعمليات الميدانية يتحقق من صحة مستند السفر في مطار دولي باستخدام مجهر ستيريو

### تقنيات الإضاءة
تتوفر العديد من التقنيات التي تعدل مسار الضوء لتوليد صورة تباين محسنة من عينة. تشمل التقنيات الرئيسية لتوليد تباين متزايد من العينة الضوء المستقطب المتقاطع والحقل المظلم وتباين الطور وإضاءة تباين التداخل التفاضلي. تجمع تقنية حديثة (تصوير بصري كمي) بين الضوء المستقطب المتقاطع والشرائح المعززة بالتباين المحددة لتصور عينات القياس النانوي.

أربعة أمثلة من تقنيات النقل المستخدمة لتوليد التباين في عينة منديل ورقي. 1.559 ميكرومتر / بكسل.
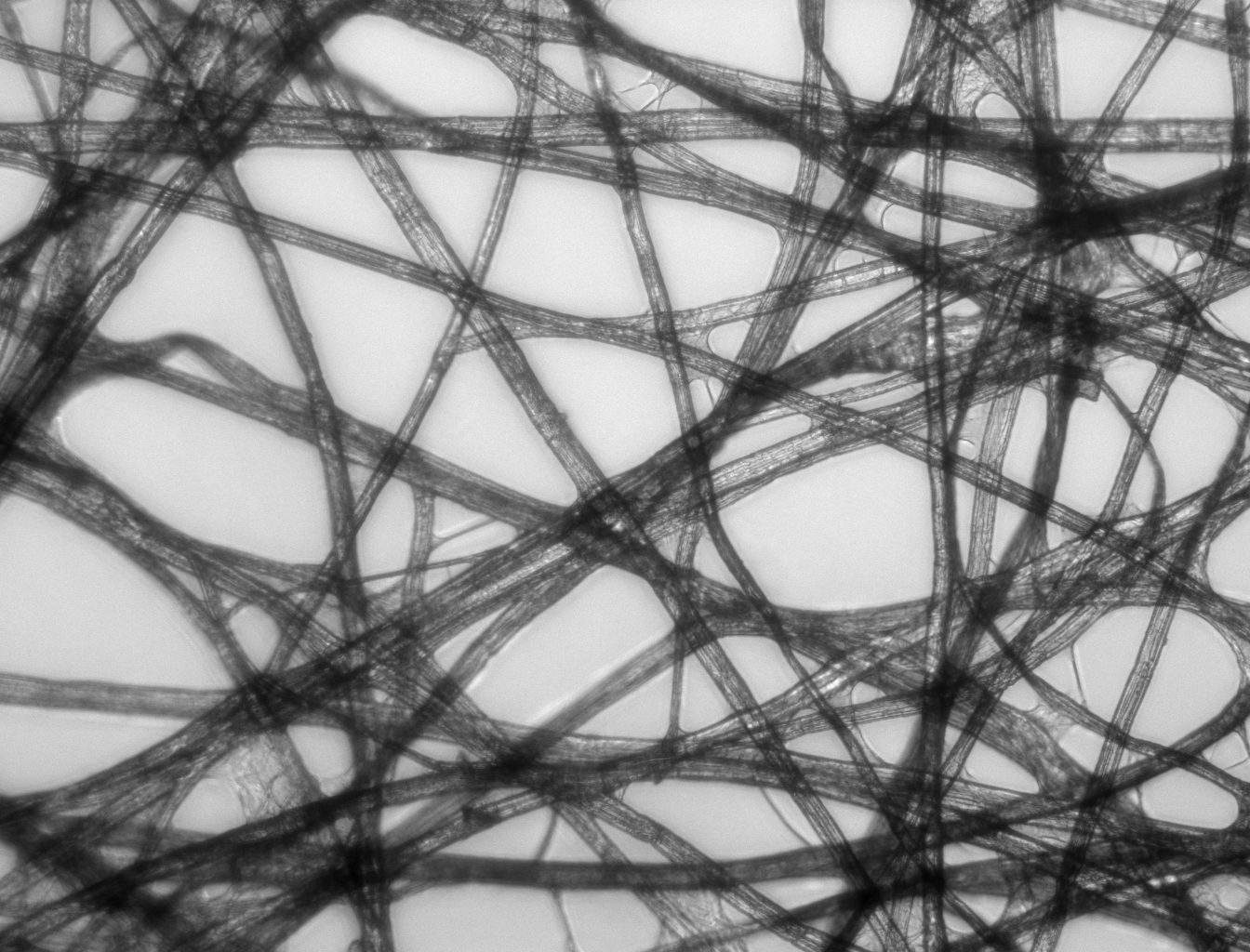
إضاءة المجال الساطع ، تباين العينة يأتي من امتصاص الضوء في العينة.
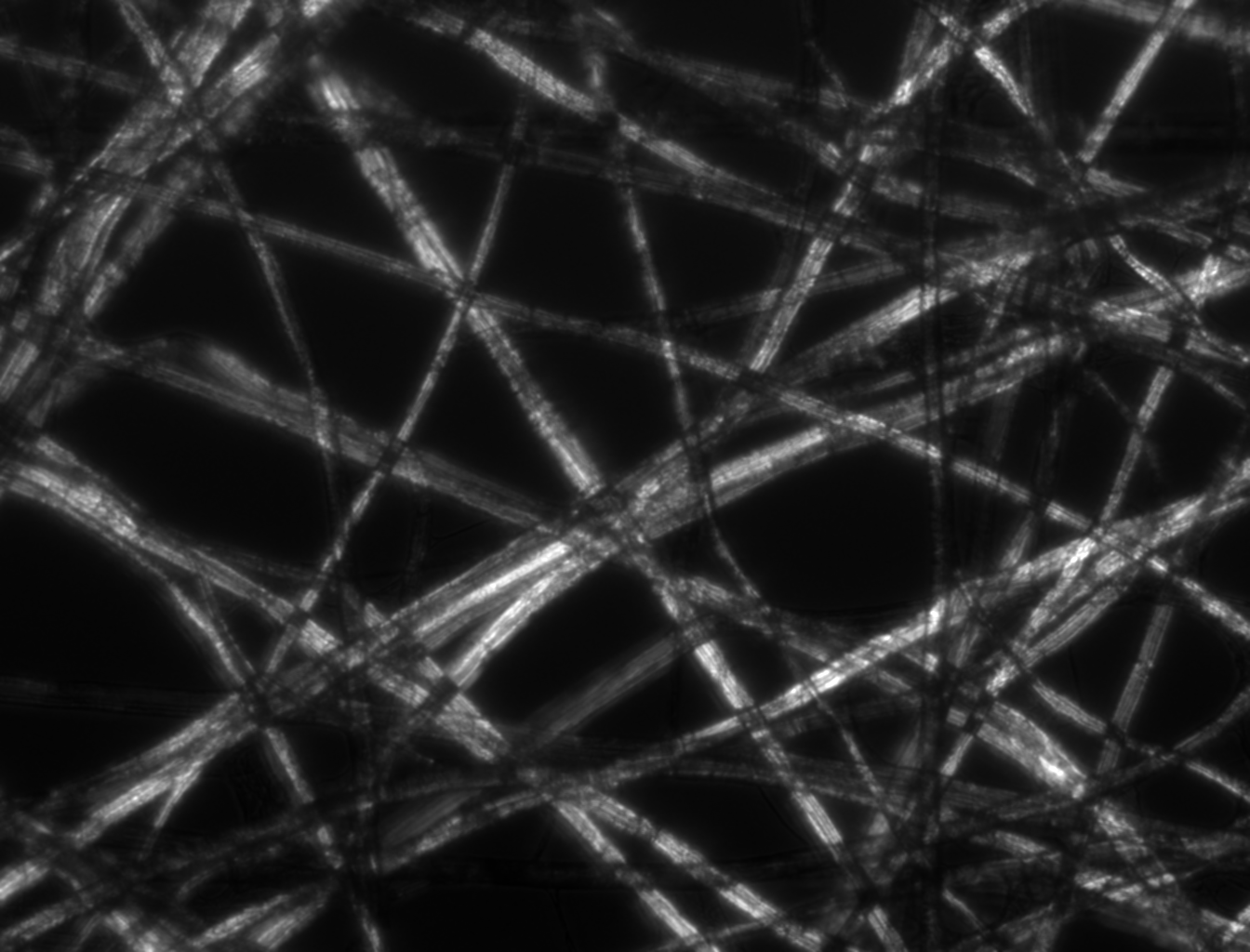
الإضاءة الضوئية عبر الاستقطاب ، تباين العينة يأتي من دوران الضوء المستقطب عبر العينة.
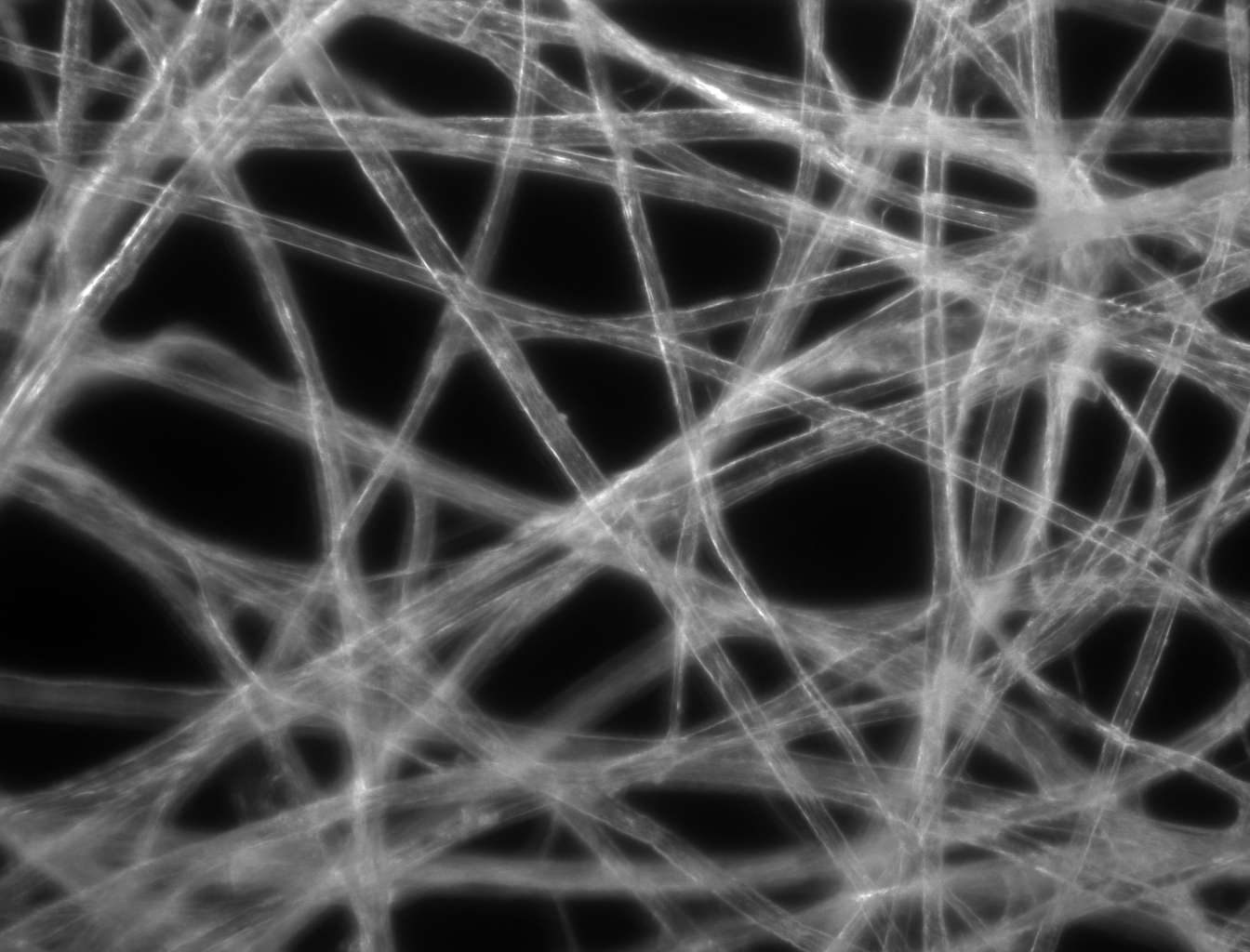
إضاءة المجال المظلم ، تباين العينة يأتي من الضوء المنتشر في العينة.
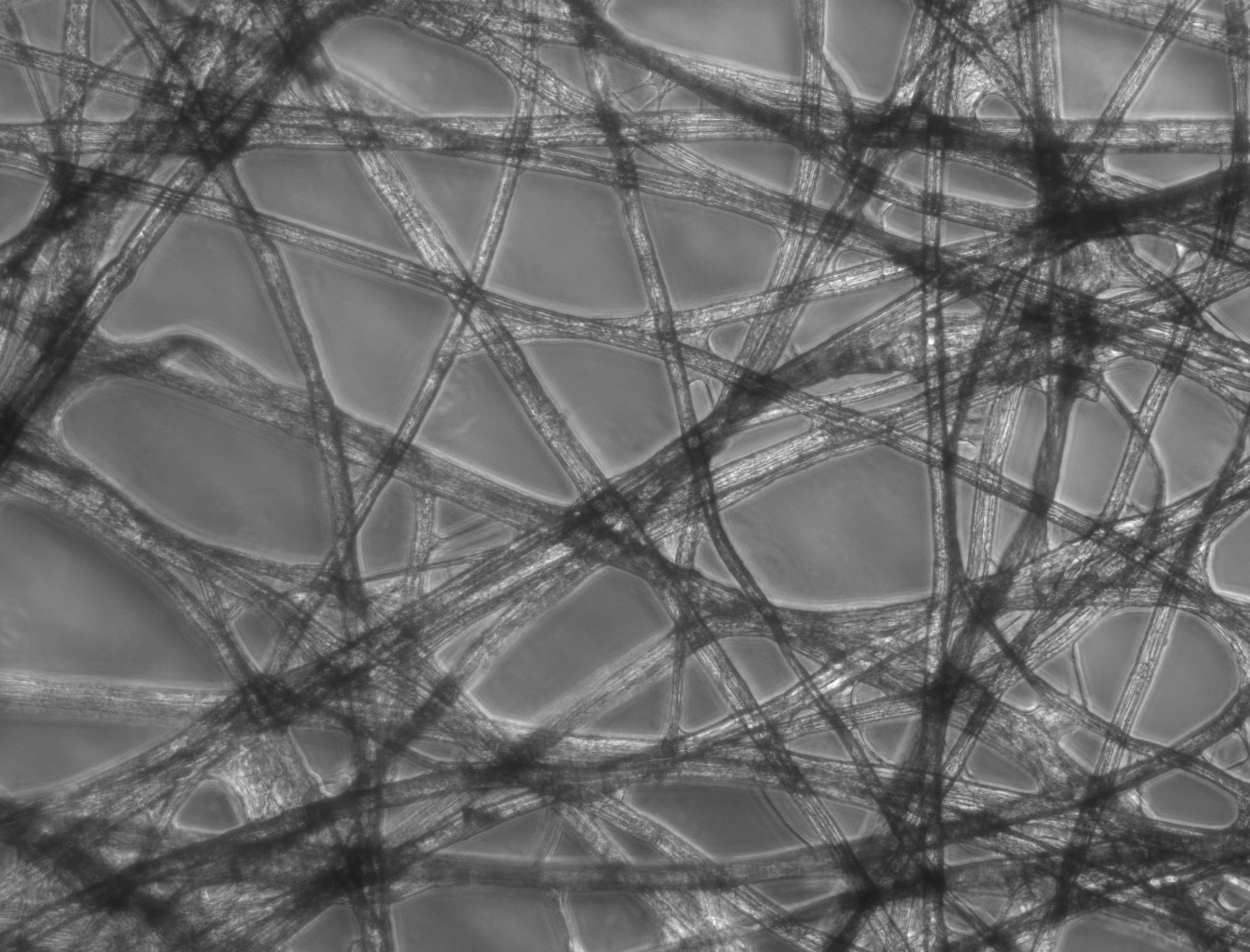
إضاءة تباين الطور ، تباين العينة يأتي من تداخل أطوال مختلفة من الضوء خلال العينة.

### تقنيات أخرى
تسمح المجاهر الحديثة بأكثر من مجرد مراقبة الصورة الضوئية المرسلة للعينة؛ هناك العديد من التقنيات التي يمكن استخدامها لاستخراج أنواع أخرى من البيانات. تتطلب معظم هذه الأجهزة معدات إضافية بالإضافة إلى مجهر مركب أساسي.
- الضوء المنعكس، أو الإضاءة الحادثة (لتحليل الهياكل السطحية).
- الفحص المجهري الفلوري، كلاهما:
  - الفحص المجهري (فلوري).
  - المجهر متحد البؤر.
- التحليل الطيفي المجهري (حيث يتم دمج مقياس الطيف الضوئي المرئي فوق البنفسجي مع مجهر ضوئي).
- الفحص المجهري فوق البنفسجي.
- الفحص المجهري القريب من الأشعة تحت الحمراء.
- الفحص المجهري متعدد الإرسال [34] لتعزيز التباين وتقليل الانحراف.
- الأتمتة (للمسح التلقائي لعينة كبيرة أو التقاط صورة).

## التطبيقات

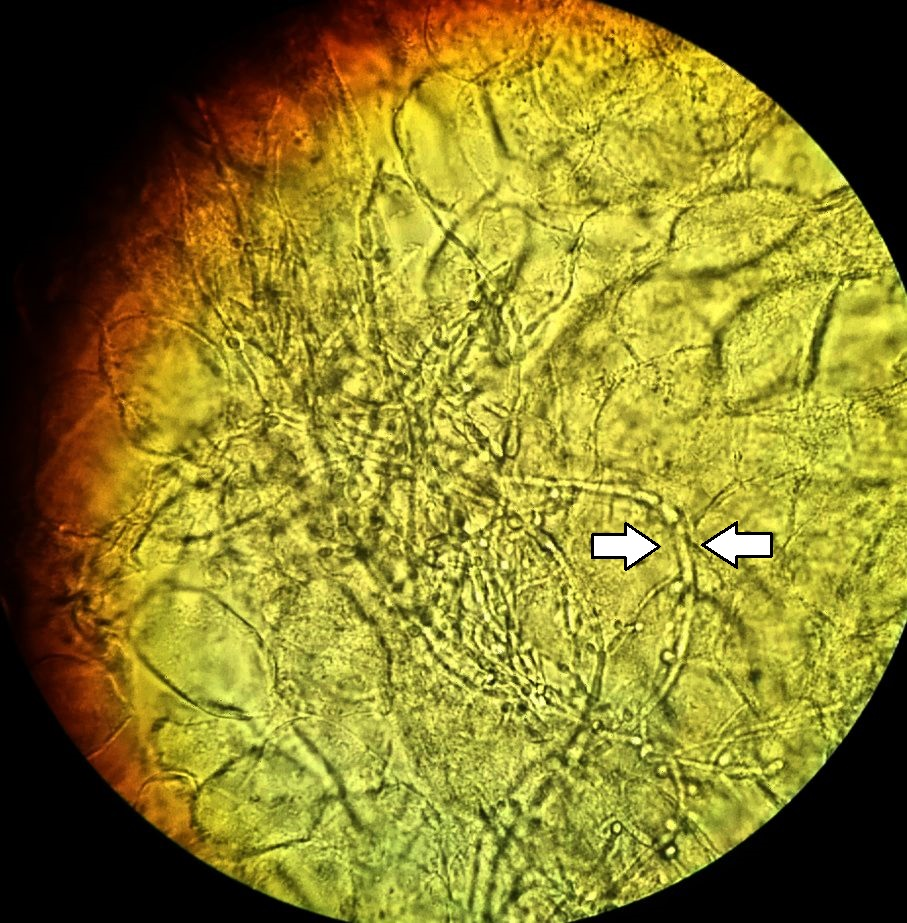
صورة مكبرة 40x للخلايا في اختبار مسحة طبية مأخوذة من خلال مجهر بصري باستخدام تقنية التثبيت الرطب، ووضع العينة على شريحة زجاجية وخلطها بمحلول ملح

يستخدم الفحص المجهري البصري على نطاق واسع في الإلكترونيات الدقيقة والفيزياء النانوية والتكنولوجيا الحيوية والبحوث الصيدلانية وعلم المعادن وعلم الأحياء الدقيقة.
يستخدم الفحص المجهري البصري للتشخيص الطبي، حيث يطلق على المجال علم الأنسجة عند التعامل مع الأنسجة، أو في اختبارات اللطاخة على الخلايا الحرة أو شظايا الأنسجة.
في الاستخدام الصناعي، تعتبر المجاهر ثنائية العين شائعة. بصرف النظر عن التطبيقات التي تحتاج إلى إدراك حقيقي للعمق، فإن استخدام العدسات المزدوجة يقلل من إجهاد العين المرتبط بأيام العمل الطويلة في محطة الفحص المجهري. في بعض التطبيقات، تكون المجاهر التي تعمل لمسافات طويلة أو طويلة التركيز مفيدة. قد يلزم فحص عنصر ما خلف نافذة، أو قد تشكل الموضوعات الصناعية خطرًا على الهدف. تشبه هذه البصريات التلسكوبات بقدرات التركيز القريب.
تستخدم مجاهر القياس لقياس الدقة. هناك نوعان أساسيان. واحد لديه شبكاني متدرج للسماح بقياس المسافات في المستوى البؤري. النوع الآخر (والأقدم) له شعيرات متصالبة بسيطة وآلية ميكرومتر لتحريك الموضوع بالنسبة إلى المجهر.
وجدت المجاهر الصغيرة جدًا والمحمولة بعض الاستخدام في الأماكن التي يكون فيها مجهر المختبر عبئًا.

## محددات

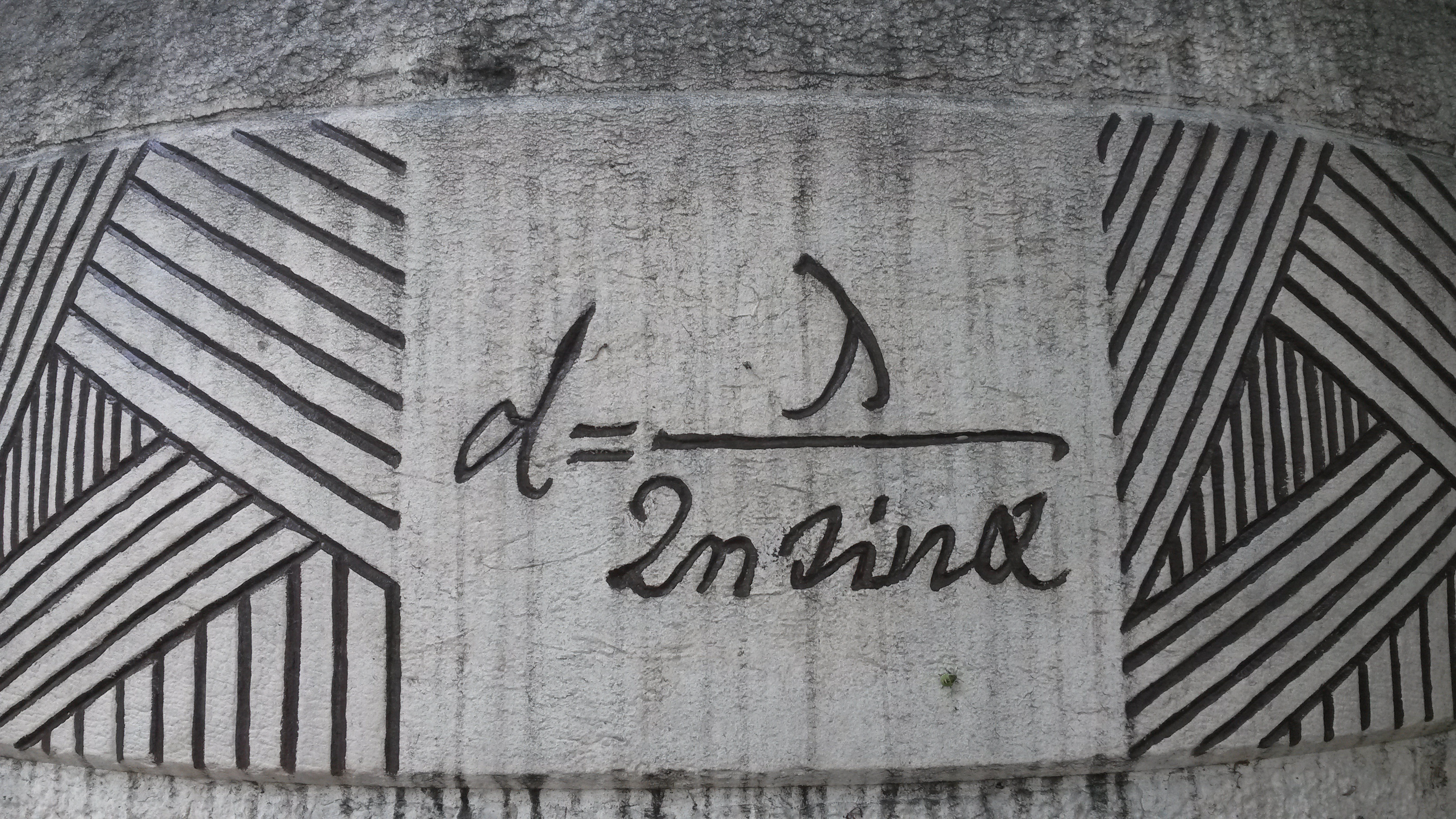
حد الانعراج المحدد في الحجر على نصب تذكاري لإرنست آبي.

في حالات التكبير العالية جدًا مع الضوء المرسل، يُنظر إلى الكائنات النقطية على أنها أقراص ضبابية محاطة بحلقات حيود. تسمى هذه الأقراص الهوائية. تُؤخذ قوة تحليل المجهر على أنها القدرة على التمييز بين قرصين متقاربين ومتقاربين (أو بعبارة أخرى قدرة المجهر على الكشف عن التفاصيل الهيكلية المجاورة باعتبارها مميزة ومنفصلة). هذه التأثيرات للحيود هي التي تحد من القدرة على حل التفاصيل الدقيقة. يتأثر مدى وحجم أنماط الانعراج بكل من الطول الموجي للضوء (λ)، والمواد الانكسارية المستخدمة في تصنيع العدسة الموضوعية والفتحة العددية (NA) للعدسة الشيئية. لذلك هناك حد محدود يستحيل بعده حل نقاط منفصلة في المجال الموضوعي، يُعرف باسم حد الانعراج. بافتراض أن الانحرافات الضوئية في الإعداد البصري بالكامل لا تذكر، يمكن تحديد الدقة d على النحو التالي:
{\displaystyle d={\frac {\lambda }{2NA}}}
عادة ما يكون الطول الموجي 550 يُفترض نانومتر، والذي يتوافق مع الضوء الأخضر. مع الهواء كوسيط خارجي، فإن أعلى NA عملي هو 0.95، ومع الزيت، يصل إلى 1.5. من الناحية العملية، فإن أقل قيمة لـ d يمكن الحصول عليها باستخدام العدسات التقليدية هي حوالي 200 نانومتر. يسمح نوع جديد من العدسات باستخدام تشتت متعدد للضوء بتحسين الدقة إلى أقل من 100 نانومتر.

### تجاوز حد القرار
تتوفر تقنيات متعددة للوصول إلى درجات دقة أعلى من حد الضوء المرسل الموصوف أعلاه. تقنيات التصوير المجسم، كما وصفها كورجون وبولابوا في عام 1979، قادرة أيضًا على كسر حد الدقة هذا، على الرغم من أن الدقة كانت محدودة في تحليلها التجريبي.
استخدام عينات الفلورسنت المزيد من التقنيات المتاحة. ومن الأمثلة على ذلك فيرتكو إس إم آي، الفحص المجهري البصري القريب من المجال الذي يستخدم الموجات الزائلة، واستنفاد الانبعاث المحفز. في عام 2005، تم وصف مجهر قادر على اكتشاف جزيء واحد على أنه أداة تعليمية.
على الرغم من التقدم الكبير في العقد الماضي، لا تزال تقنيات تجاوز حد الانعراج محدودة ومتخصصة.
بينما تركز معظم التقنيات على الزيادات في الدقة الجانبية، هناك أيضًا بعض التقنيات التي تهدف إلى السماح بتحليل العينات الرفيعة للغاية. على سبيل المثال، تضع طرق تصوير بصري كمي العينة الرقيقة على سطح معزز للتباين، وبالتالي تسمح بتصور الأفلام بشكل مباشر برقعة 0.3 نانومتر.
في 8 أكتوبر 2014، مُنحت جائزة نوبل في الكيمياء لكل من إيريك بيتزيغ وليام مورنر ستيفان هيل لتطوير مجهر مضان فائق الدقة.

### الإضاءة الهيكلية (SMI)
الإضاءة الهيكلية (الفحص المجهري للإضاءة المعدلة مكانيًا) هو عملية ضوئية ضوئية لما يسمى هندسة وظيفة انتشار النقطة (PSF). هذه هي العمليات التي تعدل هندسة وظيفة انتشار النقطة لمجهر بطريقة مناسبة إما لزيادة الدقة الضوئية، أو لزيادة دقة قياسات المسافة لأجسام الفلورسنت الصغيرة بالنسبة إلى الطول الموجي للضوء المضيء، أو لاستخراج المعلمات الهيكلية الأخرى في نطاق النانومتر.

### مجهر التوطين (SPDM)

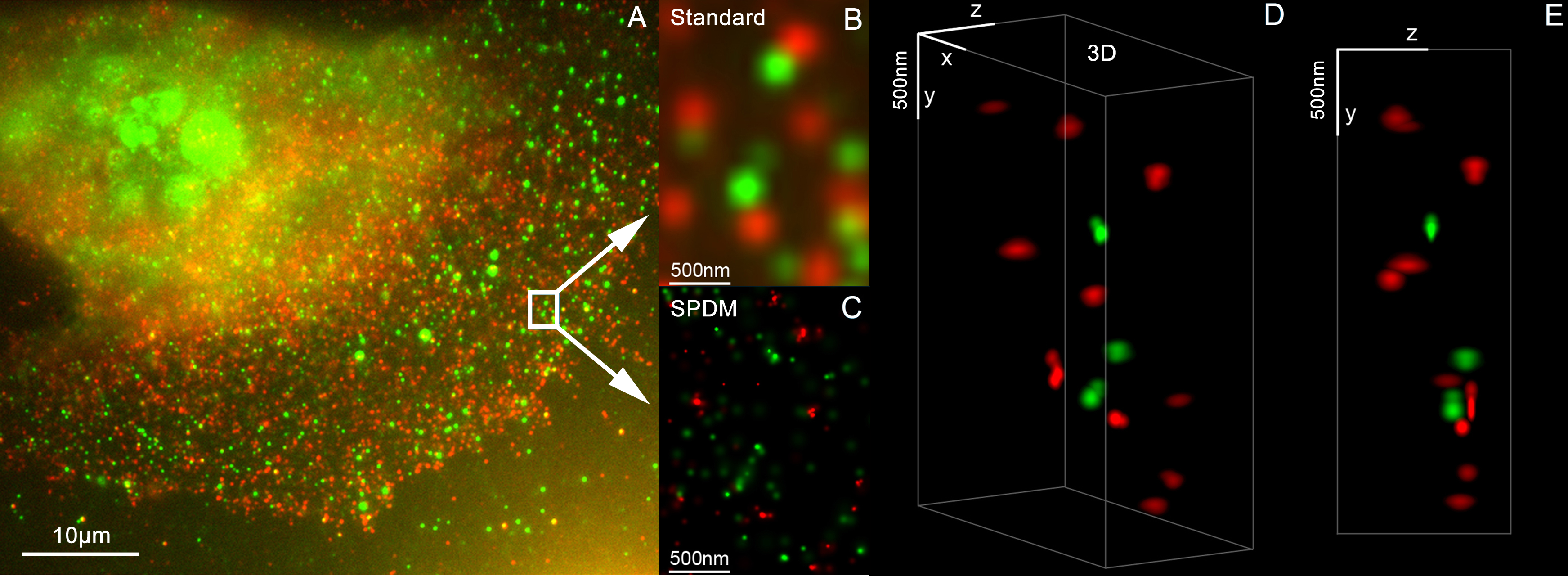
الفحص المجهري ثلاثي الأبعاد فائق الدقة مع Her2 و Her3 في خلايا الثدي، والأصباغ القياسية: Alexa 488، Alexa 568 LIMON

مجهر التوطين (المجهر الطيفي الدقيق للمسافة)، تقنية الفحص المجهري الأساسية للتوطين هي عملية بصرية ضوئية من الفحص المجهري الفلوري الذي يسمح بقياسات الموضع والمسافة والزاوية على جسيمات «معزولة بصريًا» (مثل الجزيئات) أقل بكثير من الحد النظري لدقة الفحص المجهري الضوئي. تعني عبارة «معزول بصريًا» أنه في نقطة زمنية معينة، فقط جسيم / جزيء واحد داخل منطقة بحجم محدد بواسطة الاستبانة الضوئية التقليدية (نموذجيًا 200-250 تقريبًا قطر نانومتر). يكون هذا ممكنًا عندما تحمل جميع الجزيئات الموجودة في هذه المنطقة علامات طيفية مختلفة (مثل ألوان مختلفة أو اختلافات أخرى قابلة للاستخدام في انبعاث الضوء من جسيمات مختلفة).
يمكن استخدام العديد من الأصباغ الفلورية القياسية مثل GFP، وأصباغ أليكسا، وصبغات آتو، وجزيئات Cy2 / Cy3 وفلوريسئين في الفحص المجهري، بشرط وجود بعض الظروف الفيزيائية للصور. باستخدام تقنية الفلورية القابلة للتعديل جسدياً (بالإنجليزية: SPDMphymod) وهي تقنية أصباغ الفلورسنت القياسية في وضع الوميض، حيث يكون الطول الموجي لليزر الفردي ذو الكثافة المناسبة كافياً للتصوير النانوي.

### مجهر ثلاثي الأبعاد فائق الدقة
يمكن تحقيق الفحص المجهري ثلاثي الأبعاد الفائق مع الأصباغ الفلورية القياسية من خلال الجمع بين الفحص المجهري لتحديد الأصباغ الفلورية القياسية والفحص المجهري ثنائي اللون والإضاءة المنظمة الهيكلية.

#### استنفاد الانبعاث المستحث (STED)

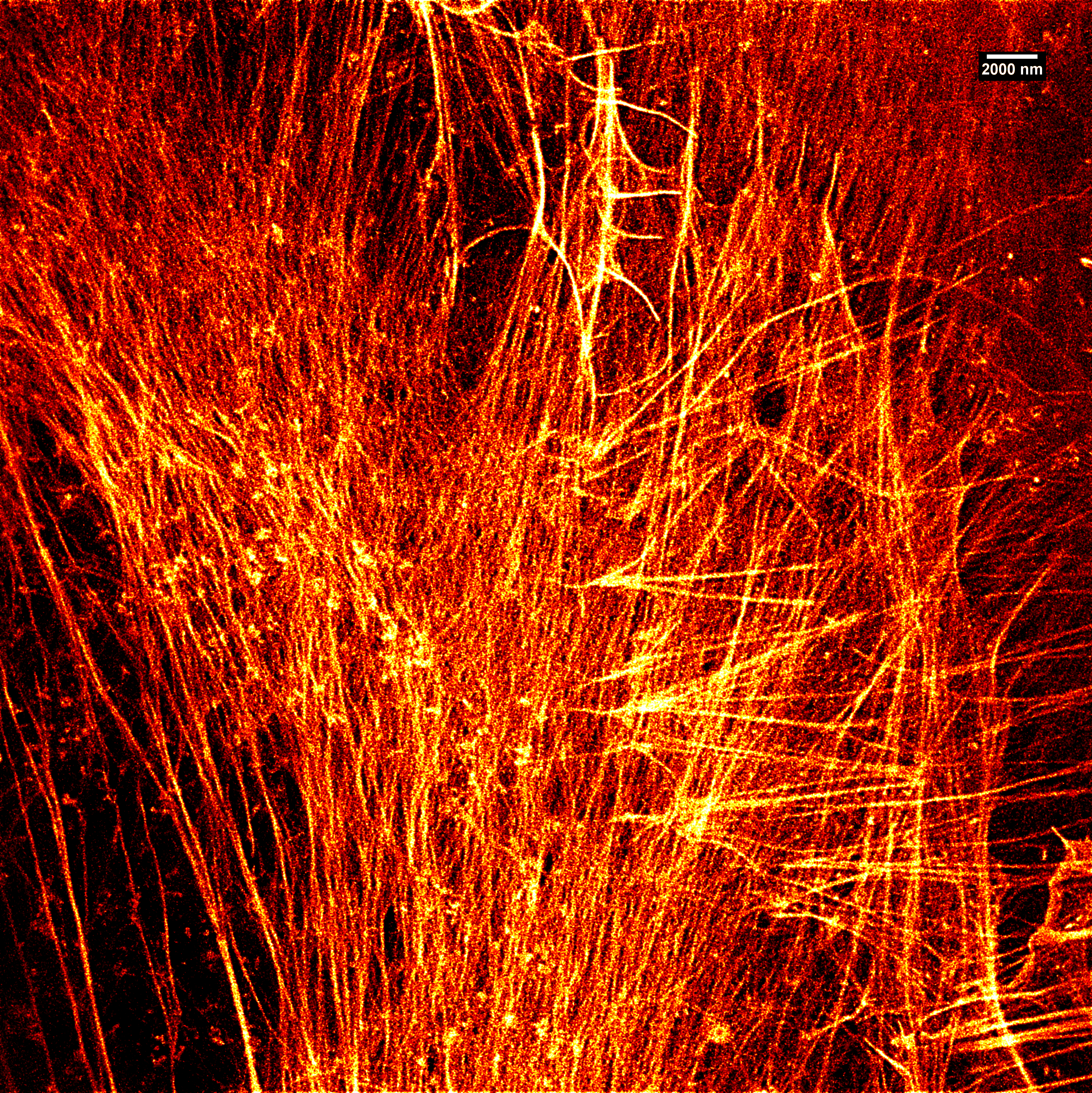
صورة مجهرية لاستنفاد الانبعاث المستحث (STED) لخيوط الأكتين داخل الخلية.

استنفاد الانبعاث المحفز هو مثال بسيط على مدى إمكانية تجاوز الدقة الأعلى لحد الانعراج، ولكن لها قيود كبيرة. الاستنفاد الانبعاث المستحث هي تقنية مجهرية مضان تستخدم مزيجًا من نبضات الضوء للحث على التألق في مجموعة فرعية صغيرة من جزيئات الفلورسنت في العينة. ينتج كل جزيء بقعة ضوئية محدودة الانعراج في الصورة، ويتوافق مركز كل من هذه البقع مع موقع الجزيء. نظرًا لأن عدد الجزيئات الفلورية منخفضة، فمن غير المرجح أن تتداخل بقع الضوء وبالتالي يمكن وضعها بدقة. ثم تتكرر هذه العملية عدة مرات لإنشاء الصورة. حصل ستيفان هيل من معهد ماكس بلانك للكيمياء الفيزيائية الحيوية على جائزة المستقبل الألمانية العاشرة في عام 2006 وجائزة نوبل في الكيمياء عام 2014 لتطويره مجهر الاستنفاد الانبعاث المستحث والمنهجيات المرتبطة به.

## البدائل
من أجل التغلب على القيود التي وضعها حد الانعراج للضوء المرئي، تم تصميم مجاهر أخرى تستخدم موجات أخرى.
- مجهر القوة الذرية (AFM).
- مجهر المسح الإلكتروني (SEM).
- المسح المجهري للتوصيل الأيوني (SICM).
- مجهر المسح النفقي (STM).
- المجهر الإلكتروني للإرسال (TEM).
- مجهر الأشعة فوق البنفسجية.
- مجهر الأشعة السينية.

من المهم ملاحظة أن الموجات ذات التردد العالي لها تفاعل محدود مع المادة، على سبيل المثال الأنسجة الرخوة شفافة نسبيًا للأشعة السينية مما يؤدي إلى مصادر تباين مميزة وتطبيقات مستهدفة مختلفة.
يسمح استخدام الإلكترونات والأشعة السينية بدلاً من الضوء بدقة أعلى بكثير - يكون الطول الموجي للإشعاع أقصر وبالتالي يكون حد الانعراج أقل. لجعل المسبار ذو الطول الموجي القصير غير مدمر، تم اقتراح نظام التصوير بالحزمة الذرية (منظار النانو الذري) ومناقشته على نطاق واسع في الأدبيات، لكنه لم يتنافس بعد مع أنظمة التصوير التقليدية.
يقوم مجهر المسح النفقي ومجهر القوة الذرية بمسح تقنيات المسبار باستخدام مسبار صغير يتم مسحه ضوئيًا على سطح العينة. يقتصر القرار في هذه الحالات على حجم المسبار ؛ يمكن أن تنتج تقنيات المجسات الدقيقة ذات نصف قطر طرف من 5-10 نانومتر.
بالإضافة إلى ذلك، تستخدم طرق مثل الفحص المجهري للإلكترون أو الأشعة السينية الفراغ أو الفراغ الجزئي، مما يحد من استخدامها للعينات الحية والبيولوجية (باستثناء المجهر الإلكتروني للمسح البيئي). كما أن غرف العينات اللازمة لجميع هذه الأدوات تحد أيضًا من حجم العينة، ويكون التلاعب بالعينة أكثر صعوبة. لا يمكن رؤية اللون في الصور التي تم إنشاؤها بهذه الطرق، لذلك يتم فقدان بعض المعلومات. ومع ذلك، فهي ضرورية عند التحقيق في التأثيرات الجزيئية أو الذرية، مثل تصلب العمر في سبائك الألومنيوم، أو البنية الدقيقة للبوليمرات.

## كيفية عمل المجهر
في البداية توضَع العينة على شريحة زجاجية، ويجب أن تكون العينة المُراد فحصها رقيقة بما يكفي لتصبح شفافة، أو أن تكون صغيرة جداً، ثم توضَع الشريحة التي بداخلها العينة فوق فتحة في منضدة المجهر، ومن خلال مصدر ضوء، كمصباح مثبت في القاعدة، يُوجَّه الضوء إلى الأعلى، يمر الضوء عبر العينة والعدسة الشيئية الموجودة فوق العينة مباشرة، فيتم تكبيرها، وبعدها يتم اسقاط الصورة المكبرة عبر القصبة (انبوب جسدي) نحو العدسة العينية، فتصبح مكبرة أكثر
تقوم العدسة الشيئية الكبرى في المجهر بتكبير صورة لتبلغ 100 ضعف الحجم الأصلي للعينة، بينما تكبر العدسة العينية 10 أضعاف الحجم الأصلي.

## التشغيل

المسار النموذجي في مجهر ضوئي لتكوين الصورة

المكونات البصرية للمجهر الحديث معقدة جدا ولكي يعمل المجهر بشكل جيد، لابد من تجهيز المسار البصري كاملا بدرجة عالية من الدقة. على الرغم من هذا، مبادئ تشغيل المجهر الأساسية بسيطة.
عدسة الهدف، في أبسط صورها، هي عدسة مكبرة عالية القوة، أي أنها عدسة بطول بؤري قصير جدا. يتم تقريبها من العينة التي يتم فحصها وهذا يكون صورة مكبرة لها. هذه الصورة تكون مقلوبة ويمكن رؤيتها بعد نزع عدسة العين ووضع ورق استشفاف عند نهاية الأنبوبة. تقوم عدسة العين بزيادة درجة التكبير.

## العناية بالمجهر، وطريقة تنظيفه
المجهر جهاز ثمين ينبغي العناية والاهتمام به وتنظيفه، وذلك من خلال الخطوات التالية :
1. قم بإطفاء الجهاز.
2. استخدم الضابط الكبير لإنزال المنضدة للأسفل للحصول على مساحة أكبر للعمل، ثم قم بإزالة الشريحة عن المنضدة.
3. تأكد من أن الشرائح المستعملة نظيفة لا غُبار عليها، تجنب إمساك الشريحة من المنتصف، وأمسِكها من الأطراف.
4. احرص على تنظيف الجهاز العدسات العينية والشيئية قبل استعمال المجهر وبعده، برفقٍ ارفع العدسة العينية من مكانها وقم بفك أجزائها ونظفها من الداخل والخارج، أما العدسات الشيئية فتُنَظَّف من الخارج، فهي مُحكمة الإغلاق لا يتسرب الغبار إلى داخلها، وتجنب العبث بها لأن أي خدش لها قد يسبب بإتلافها.
5. يجب أن يُستَعمل في تنظيف العدسات دائماً ورق التنظيف الخاص به، وتجنب استعمال القماش أو القطن أو ورق التنشيف حتى لا يخدش العدسات أو يؤثر على وضوحها
6. بعد الانتهاء من تنظيف المجهر، أعِد العدسة إلى مكانها كما كانت.
7. أعِد المجهر إلى مكانه المناسب بعد وضع غطائه عليه.[56]